# Pétanque
 (août 2023).
Si vous disposez d'ouvrages ou d'articles de référence ou si vous connaissez des sites web de qualité traitant du thème abordé ici, merci de compléter l'article en donnant les références utiles à sa vérifiabilité et en les liant à la section « Notes et références ».
La pétanque (du provençal : pèd, « pieds », et tanca, « planté » ; (lou) jo à pèd-tanca, « le jeu à pieds-plantés », ou (la) petanco, « la pétanque ») est un jeu de boules dérivé du jeu provençal français. C'est le onzième sport en France par le nombre de licenciés : 298 151 joueurs recensés (fin 2016), et on compte près de 3 millions de joueurs amateurs réguliers en France ; il existe de nombreuses fédérations nationales affiliées à la fédération internationale. Fin 2017, on compte près de 600 000 licenciés répartis dans cent pays, du Maroc au Viêtnam. À ces chiffres, il convient de rajouter les pratiquants occasionnels, en vacances notamment, c'est-à-dire plusieurs millions d'amateurs.
C'est un sport principalement masculin (moins de 15 % des licenciés sont des femmes en France). Néanmoins, c'est l'un des rares sports où des compétitions mixtes sont organisées.

## Historique

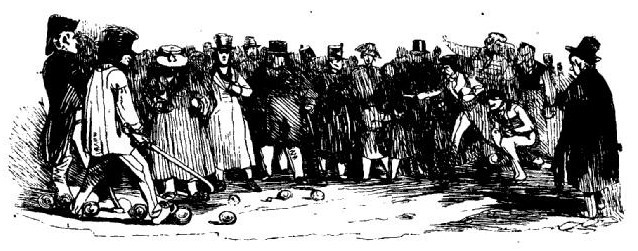
Joueurs de boules, sur les Champs-Élysées vers 1840.

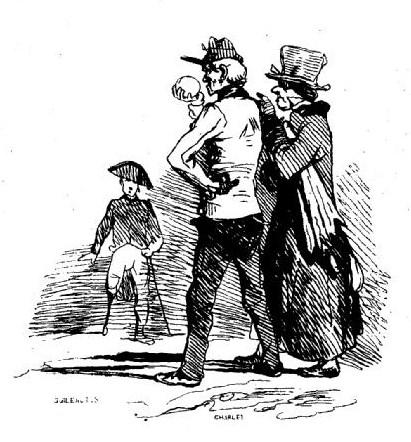
Joueurs de boules, vers 1840, par Charlet.

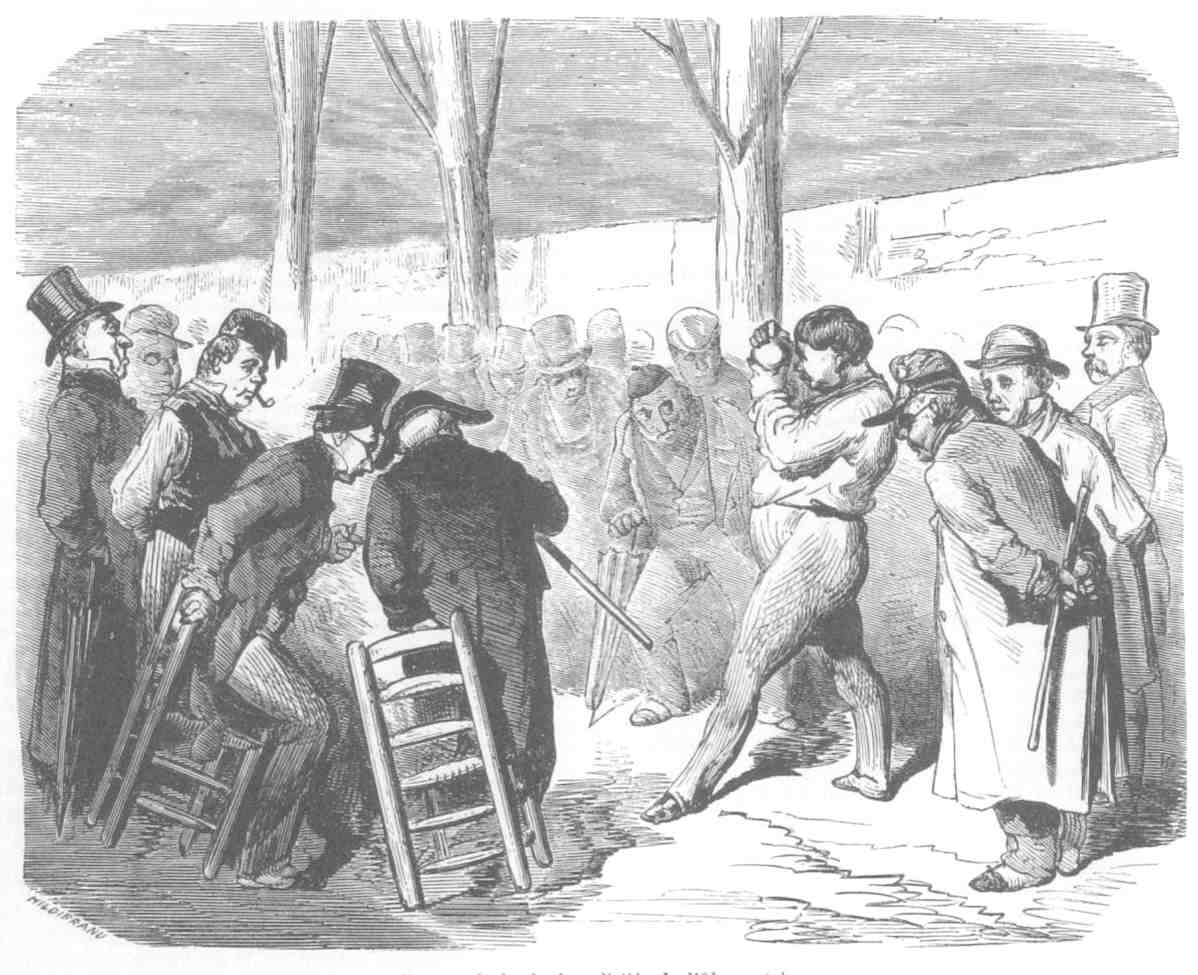
Joueurs de boules dans l'avenue de l'Observatoire à Paris, par Gustave Doré, 1860.

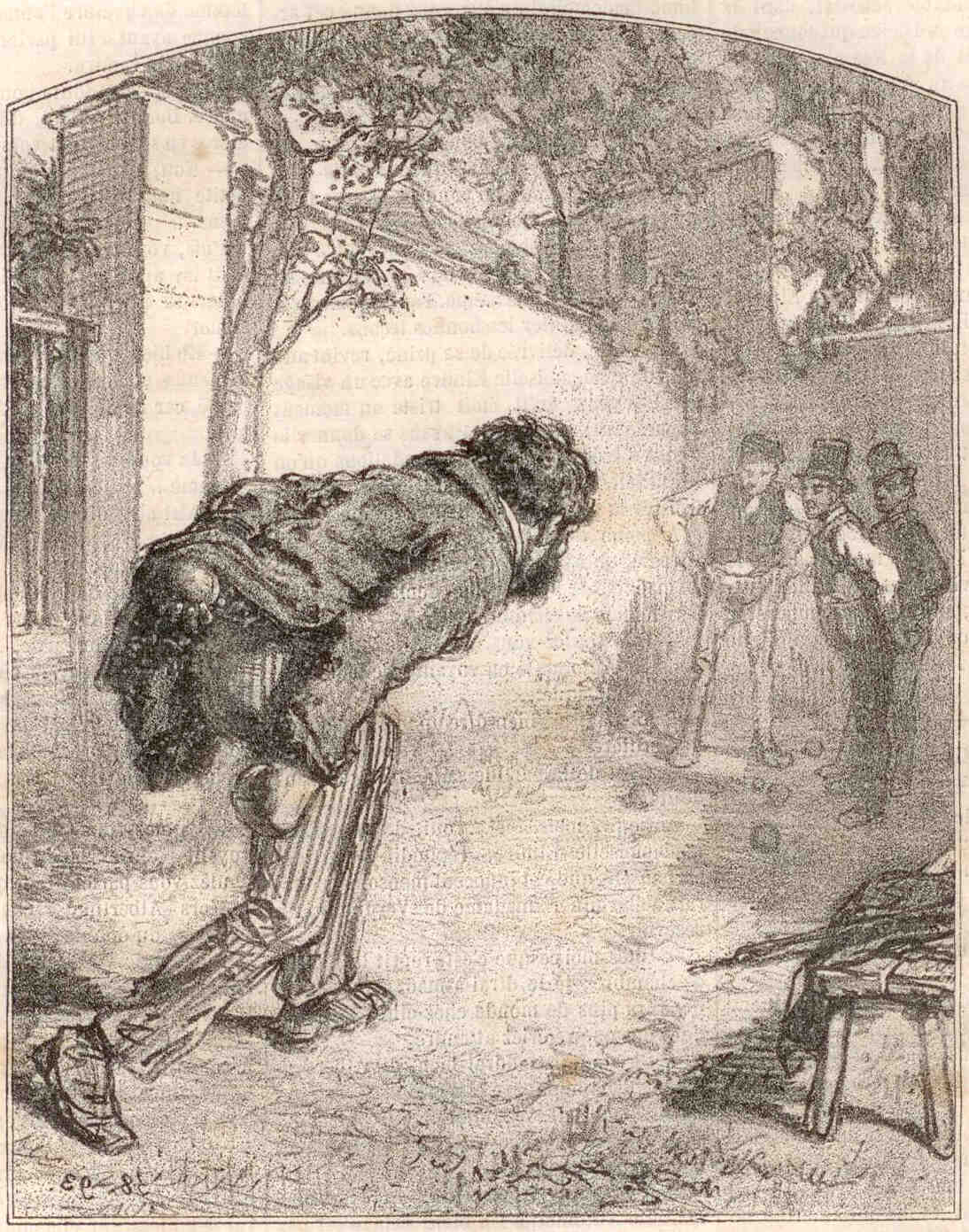
Joueur de boules, par Paul Gavarni, 1858.

Le jeu de boules aurait été créé pendant la conquête de la Gaule. Les boules ont d'abord été en argile, en pierre, puis en bois et enfin en acier, mais, après les « bouleurs » du Moyen Âge, l'âge d'or des boules en tous genres fut certainement la Renaissance où la noblesse s'empare du jeu au même titre que le bilboquet et le jeu de paume (qui deviendra le tennis). Pour des raisons obscures, le jeu est interdit au peuple en 1629, interdiction peu suivie et rapidement levée,. Au XVIIIe siècle, le jeu reste très populaire, au point que l’Encyclopédie de Diderot et D’Alembert en fait mention. La Révolution française en abolissant les privilèges de la noblesse légalisa à nouveau la pratique du jeu pour tous.
Au début du XIXe siècle, le jeu de boules est répandu du nord au sud de la France. Dans Ferragus (1833), Honoré de Balzac décrit les parties de boules du faubourg Saint-Marceau : « Cette esplanade, d'où l'on domine Paris, a été conquise par les joueurs de boules, vieilles figures grises, pleines de bonhomie, braves gens qui continuent nos ancêtres, et dont les physionomies ne peuvent être comparées qu'à celles de leur public. L'homme devenu depuis quelques jours l'habitant de ce quartier désert assistait assidûment aux parties de boules (...). Ce nouveau venu marchait sympathiquement avec le cochonnet, petite boule qui sert de point de mire, et constitue l'intérêt de la partie ; il s'appuyait contre un arbre quand le cochonnet s'arrêtait ; puis, avec la même attention qu'un chien en prête aux gestes de son maître, il regardait les boules volant dans l'air ou roulant à terre. Vous l'eussiez pris pour le génie fantastique du cochonnet. Il ne disait rien, et les joueurs de boules, les hommes les plus fanatiques qui se soient rencontrés parmi les sectaires de quelque religion que ce soit, ne lui avaient jamais demandé compte de ce silence obstiné (...). »
En 1850, la première société officielle, « le Clos Jouve », fut fondée à Lyon puis, en 1906, la Fédération lyonnaise et régionale ouvre la voie en 1933 à la Fédération nationale des boules qui deviendra Fédération française de boules (FFB) en 1942. Bien que regroupant nombre de jeux de boules (« boule des berges », « boule en bois », « jeu provençal »), la FFB fut dominée par le jeu de boule lyonnaise (128 000 joueurs en 1945), jusqu'au début du XXe siècle.
Au XIXe siècle, alors que chaque région, ou presque, introduit une variante d'usage, les Méridionaux se passionnent pour la longue ou jeu provençal avec des règles simplifiées, le libre choix du terrain, mais où les tireurs font trois pas de course pour prendre leur élan. C'est ce jeu que Marcel Pagnol décrit dans ses souvenirs d'enfance (Le Temps des amours) et qui fut intégré dans le film Le Château de ma mère.
En 1904, un Alsacien du nom de Félix Rofritsch entreprit la fabrication des premières « boules cloutées » (en bois recouvert d'une carapace de métal, formée de clous) dans son atelier de la rue des Fabres, à Marseille, sous le label de « La Boule bleue ».

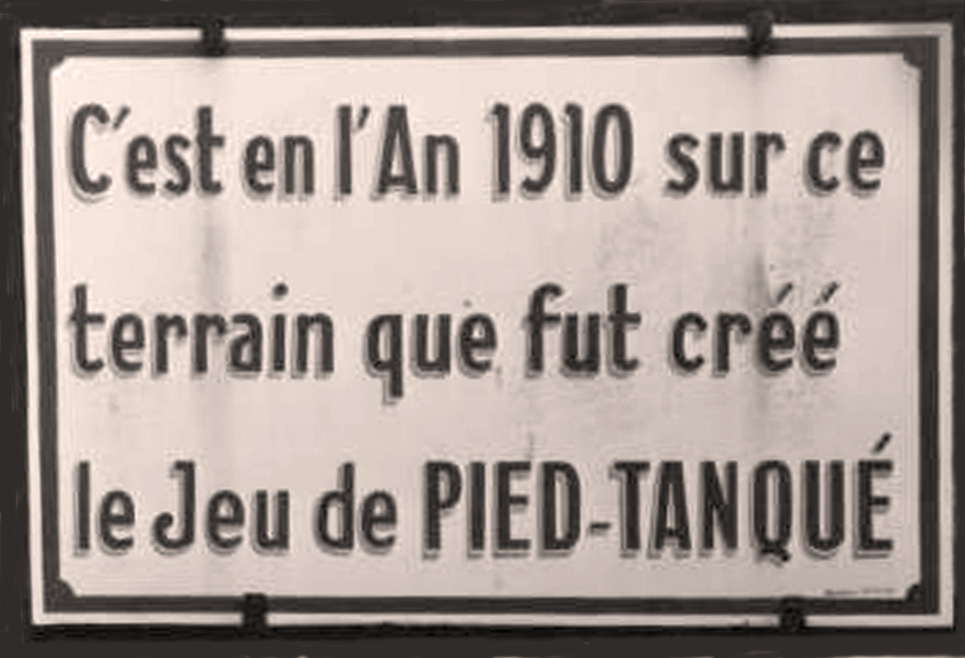
Plaque commémorative sur le boulodrome de La Ciotat.

Le jeu provençal donna naissance en 1907 à la pétanque, lors de la partie historique à La Ciotat où un champion de jeu provençal, Jules Hugues dit « Lenoir », ne pouvant plus jouer à son jeu préféré à cause de ses rhumatismes, se mit un jour à tracer un rond, envoyer le but à 5–6 m, et, les « pieds tanqués », à jouer ses boules pour se rapprocher du cochonnet. Ceci se passait sur le terrain de boules d’un café « La boule étoilée » (terrain baptisé ainsi en clin d'œil aux boules cloutées de l'époque) dont les propriétaires s'appelaient Ernest et Joseph Pitiot. Les deux frères comprirent vite l'intérêt de ce sport, notamment Ernest qui s'appliqua à en finaliser les règles.

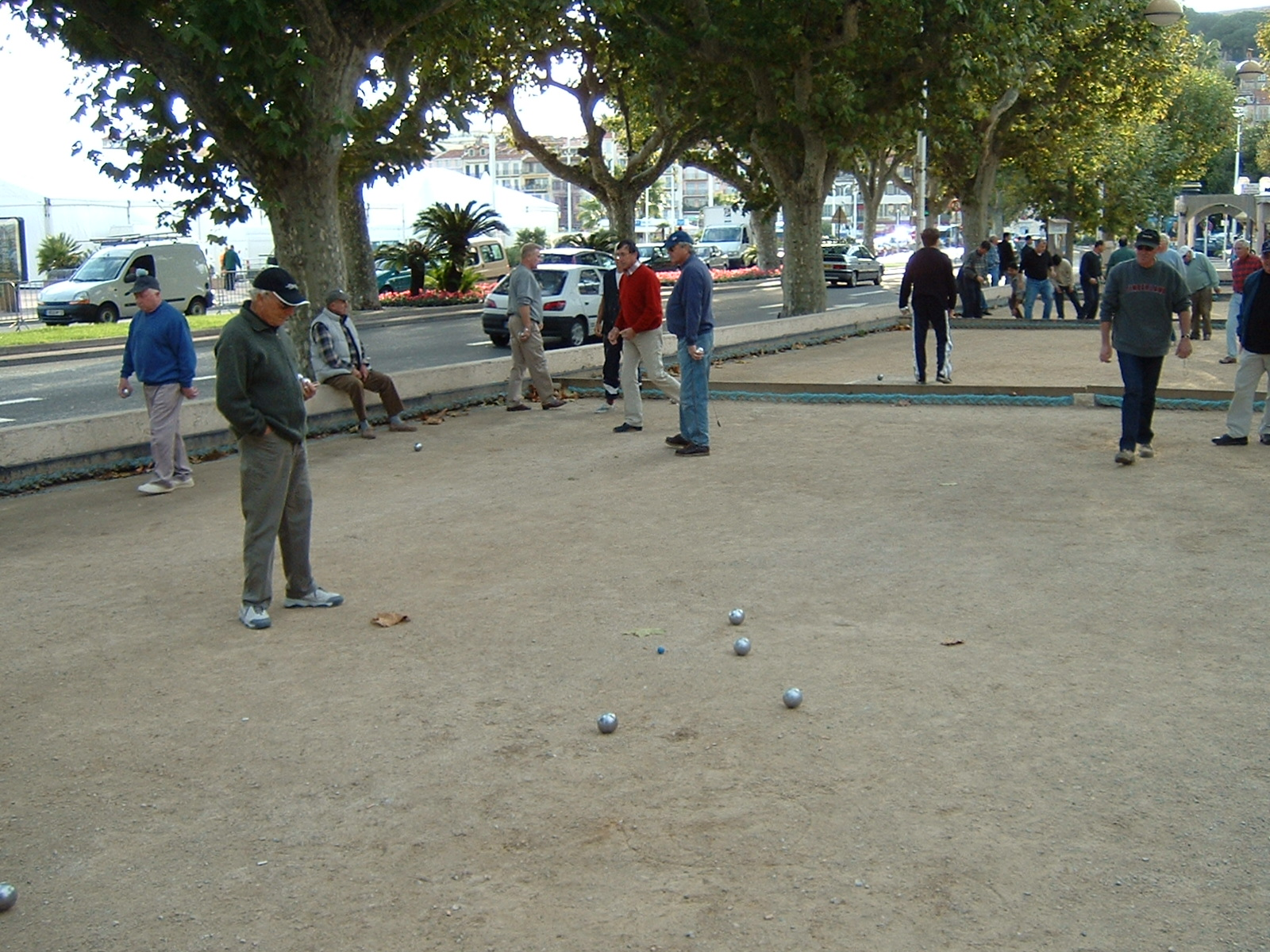
Joueurs de pétanque à Cannes

Il faudra néanmoins attendre le premier concours officiel à La Ciotat en 1910 pour que le mot soit officialisé. Le terme vient des mots du provençal pèd « pied » et tanca « pieu », donnant en français régional l'expression « jouer à pétanque » ou encore « pés tanqués », c’est-à-dire avec les pieds ancrés sur le sol, par opposition au jeu provençal où le joueur peut prendre de l'élan.
Les innovations sont les suivantes :
- le jeu se pratique sur un terrain plus court ;
- le joueur lance sa boule sans élan ;
- les pieds joints, à partir d'un cercle tracé au sol.

La première boule en acier aurait été fabriquée en 1927 à Saint-Bonnet-le-Château, qui abrite à présent le Musée international de la boule de pétanque. La même année, les règles de la pétanque furent codifiées, mais ce n'est qu'en 1930 que les traditionnelles boules en bois cloutées furent remplacées par celles en acier. C'est à Jean Blanc que l'on doit cette évolution.
La Fédération française de pétanque et de jeu provençal (FFPJP) voit le jour le 31 juillet 1945 quand, forte de ses 10 000 membres, elle peut enfin quitter la section provençale de la FFB. Quant à la Fédération internationale (FIPJP), elle fut fondée le 8 mars 1958 à Marseille, même si c'est en Belgique, à Spa, que ses premières bases furent jetées, un an plus tôt,.
En 2005, le jeu traditionnel devenu sport qu'est la pétanque est décrété « sport de haut niveau » par le ministère de la Jeunesse et des Sports.

## Équipement

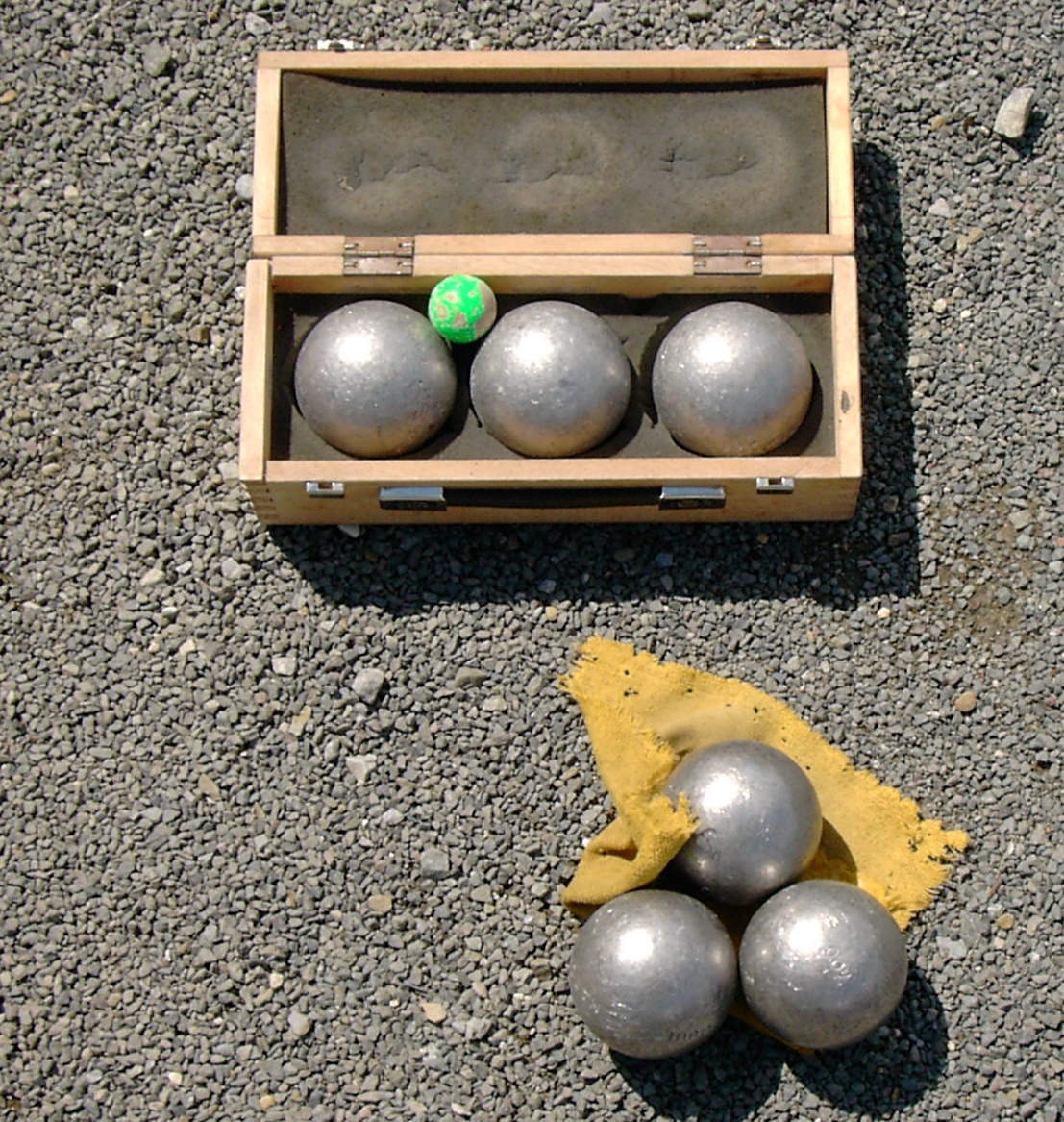
Un coffret de boules de pétanque

- Des boules en métal (acier), d’un diamètre compris entre 70,5 et 80 mm et d'un poids entre 650 et 800 grammes. Des versions adaptées aux jeunes enfants proposent des boules en plastique ou en bois.
- Une boule en bois, d’un diamètre de 30 mm, appelée but, ou familièrement bouchon (de l'occitan bochon, « petite boule »), cochonnet ou petit.

Les boules sont trempées, creuses et non lestées.

### Fabrication
Un cylindre d'acier, le lopin, est transformé à chaud par forgeage en un disque, la galette. Les galettes sont embouties en forme d'hémisphère puis soudés par paires pour former une boule qui est ensuite tournée. Après nervurage et personnalisation, les boules brutes subissent des traitements thermiques de trempe et de recuit destinés à leur donner leurs qualités de dureté et d'élasticité. En finition, elles subissent un polissage et éventuellement un chromage ou vernissage qui leur donnera leur aspect final.
Il existe une autre fabrication, moins connue, lors d'une fabrication à base de cuivre ou de cupro, le métal chauffé en fusion est déversé dans un moule autour d'un noyau de sable. Cette fabrication reste moins connue que la fabrication à base d'acier ou d'inox, mais tandis que l'acier rouille et l'inox glisse, les boules à base de cuivre ne rouillent pas et glissent moins, on peut dire qu'elles offrent le confort de l'acier et les qualités de l'inox. C'est le même procédé de fabrication que les boules lyonnaises, sans le remplissage, interdit en pétanque.

### Les boules de loisirs
Destinées aux joueurs occasionnels, elles ont en général un poids et un diamètre uniques, pour convenir aux mains et aux forces de tous âges et sexes.
Le poids varie entre 600 et 800 grammes, et la fabrication est régie par la norme NF S 52-200.
Ces boules sont interdites en compétition.

### Les boules de compétition

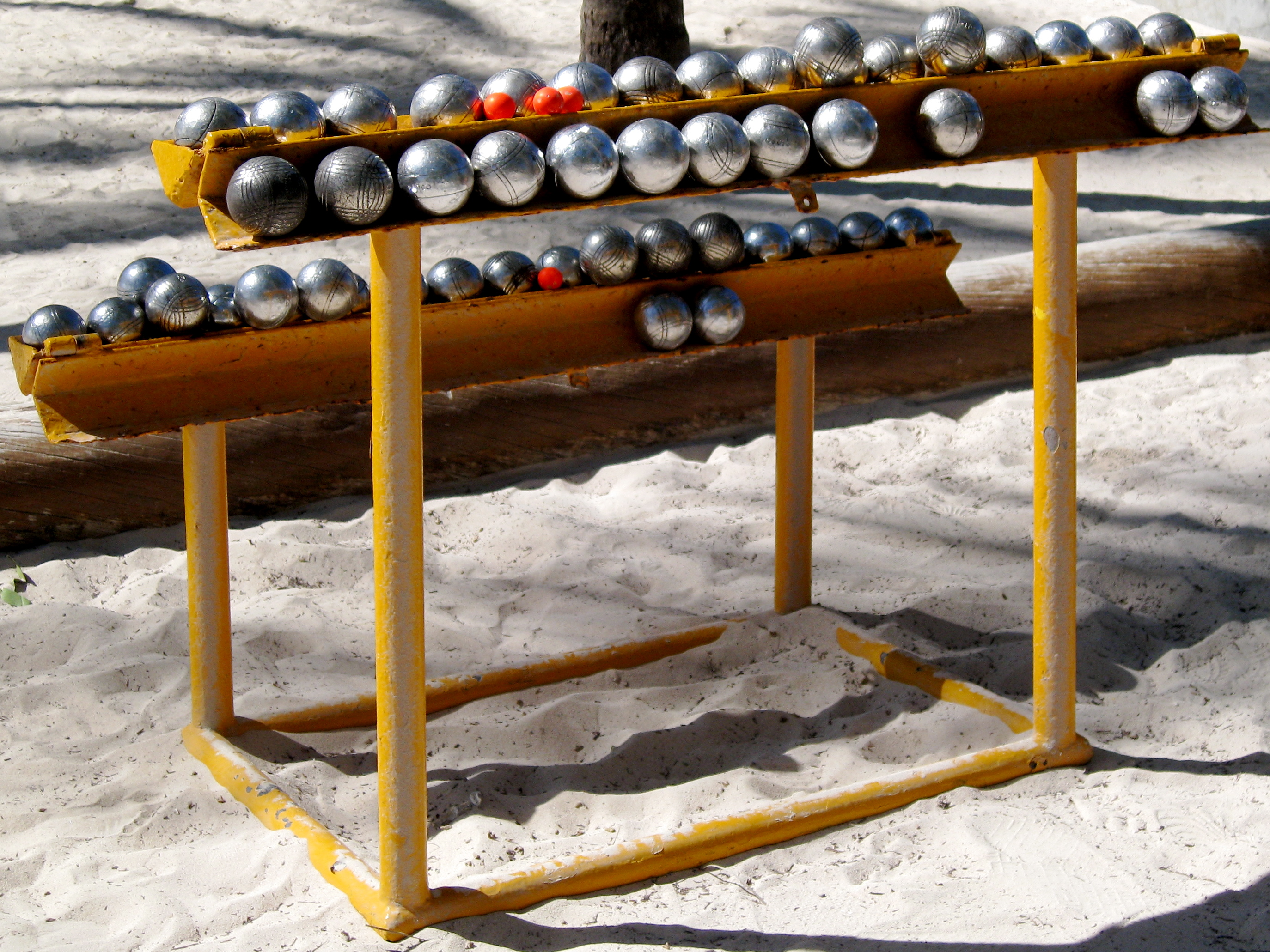
Boules de compétition.

Les boules doivent être agréées par la FIPJP et répondre aux caractéristiques suivantes :
- Être en métal.
- Avoir un diamètre compris entre 7,05 et 8 cm (entre 6,5 et 8 cm pour les jeunes de moins de 11 ans dans leurs compétitions spécifiques).
- Avoir un poids compris entre 650 et 800 g (entre 600 et 800 g pour les jeunes de moins de 11 ans dans leurs compétitions spécifiques).
- La marque du fabricant et les chiffres correspondant au poids doivent être gravés sur les boules et lisibles.
- Elles sont creuses, contrairement à celles des boules lyonnaises, et ne doivent pas être truquées (lestées = « farcies » dans le langage spécifique des joueurs).

Le nom et/ou prénom ou surnom du joueur ou ses initiales peuvent y être gravés.

#### Choix de la boule

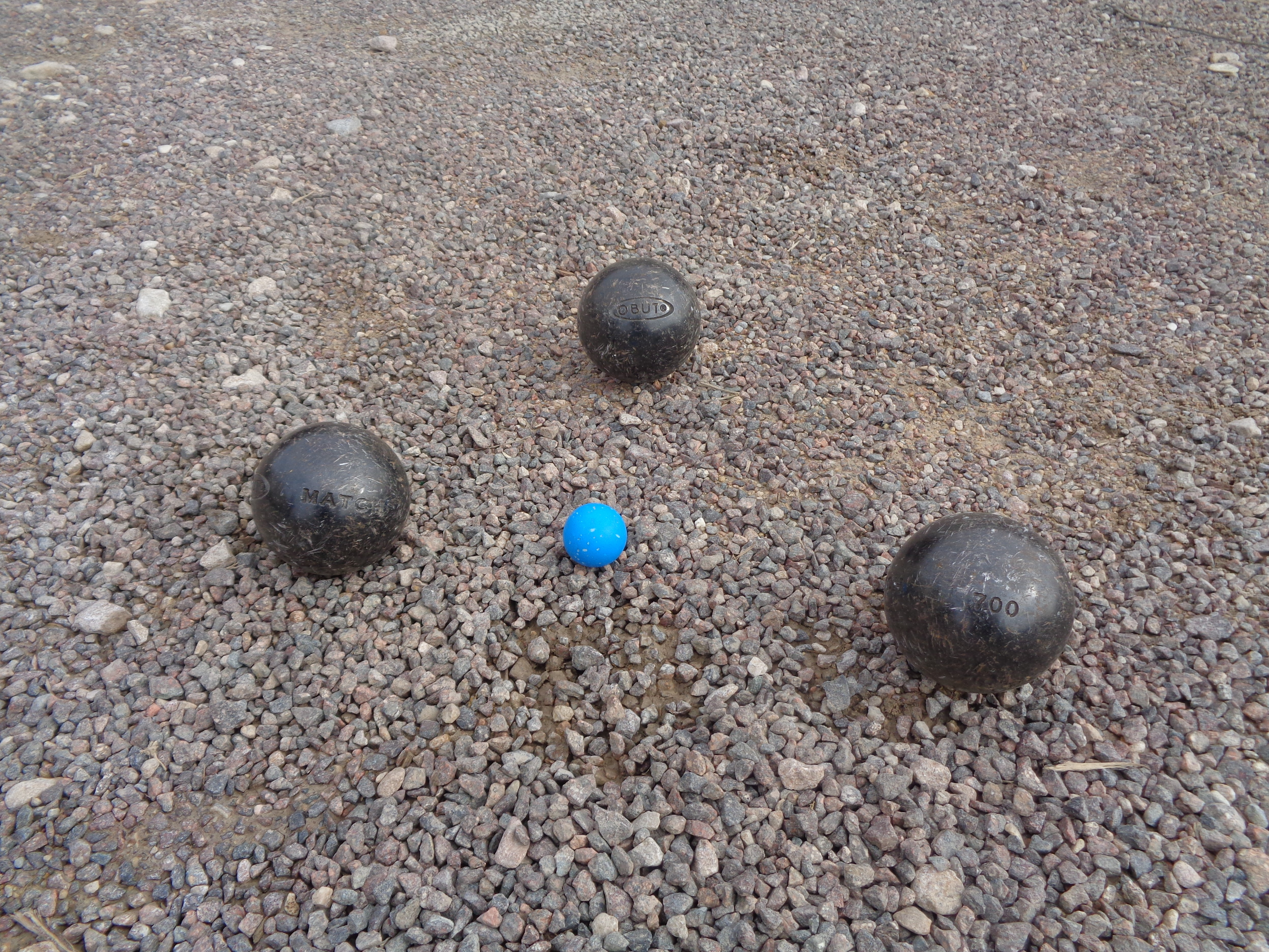
Boules Obut Match Strie 0 (demi-tendre : 700 grammes).

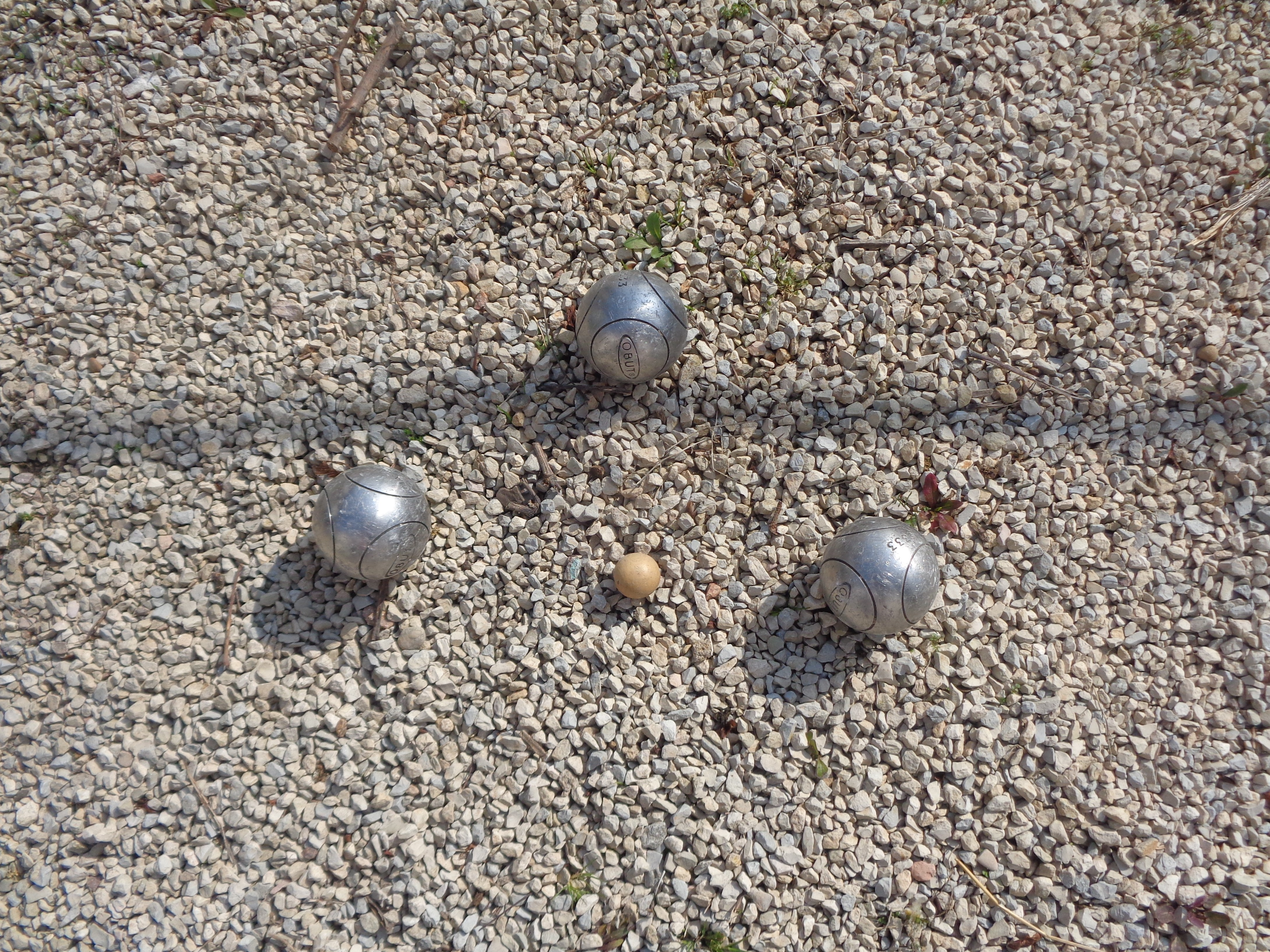
Boules Obut Match It (demi tendre : 700 grammes).

##### Diamètre
Le diamètre de la boule est normalement fonction de la taille de la main (pour permettre une bonne préhension). Cela dit, ce diamètre a aussi des impacts sur le comportement de la boule, et certains joueurs peuvent choisir un diamètre inférieur ou supérieur :
- un pointeur[Quoi ?] choisira plutôt un petit diamètre, qui avantage le point (masse volumique supérieure, qui rend la boule moins sensible aux aspérités du terrain lors de sa course au sol, et qui raccourcit cette dernière, moins de risque d'être touché) ;
- un tireur[Quoi ?] choisira plutôt un gros diamètre, qui avantage le tir (section plus grosse, qui donne plus de chances de toucher la boule cible) ;
- un milieu choisira plutôt le diamètre correspondant à sa main, qui offre le meilleur compromis.

Le choix du poids est très lié au rôle du joueur :
- un pointeur choisira une boule « lourde » : au moins 710 g en général (qui "accroche" et stoppe mieux au terrain).
- un tireur choisira une boule « légère » : au plus 690 g en général (cela permet de fournir un effort moindre).
- un milieu choisira une boule de poids médian : entre 690 et 710 g en général, ce qui offre un bon compromis.

##### Dureté
La dureté de la boule influe sur son comportement.
On distingue classiquement ces niveaux de dureté :
- boule dure
- boule demi-tendre
- boule tendre
- boule + : qui offre le comportement d’une boule tendre mais avec un niveau d’usure équivalent à une demi-tendre.

Les joueurs de haut niveau choisissent très généralement des boules tendres. Plus une boule est tendre, plus elle absorbe les chocs (en se déformant), ce qui offre un avantage tant au point qu'au tir : 
- au point, car ces boules se « déforment » et rebondissent moins au moment de l’impact avec le sol, notamment au plombage. Au tir, le recul sera moindre.
- au tir, où les carreaux sont plus nombreux.

En revanche, si les boules dures peuvent se conserver pendant de longues années, il n’en va pas de même pour les plus tendres, qui s’abîment à chaque choc : les boules tendres ne tiennent en général qu’une saison pour une utilisation régulière. Si ce consensus fait autorité sur les terrains "classiques", plats et gravilloneux, les terrains particulièrement goudronneux et caillouteux peuvent rendre opportun des boules plus dures qui "résisteront mieux" aux nombreux obstacles.

##### Striation
Les pointeurs préfèrent généralement les boules striées qui apportent une meilleure accroche au sol et au lancer; les tireurs, optent plutôt pour des boules lisses qui n'accrochent pas dans la main et "sortent" plus facilement.

##### Prix
Le prix est également un critère de choix : si les boules de loisir sont peu onéreuses, le prix de boules de compétition peut dépasser 
les 300 euros. Un budget entre 50 et 150 euros (suivant la dureté souhaitée) permet d’acquérir de très bonnes boules de compétition, les prix supérieurs sont dus à l’emploi d’aciers inoxydables spéciaux ou à une fabrication artisanale.

##### Matière
La matière (acier ou inox) est plus une affaire de goût. L'inox ne nécessite qu’un entretien occasionnel quand l'acier au carbone revêtu apporte au joueur « un toucher » différent, plus rugueux et accrocheur, mais possède un revêtement qui s’amenuise au fil des utilisations et nécessite un entretien régulier afin de ralentir l'oxydation.

##### Marque
La marque est choisie en fonction des types de boules proposés, et le cas échéant, de l’affinité personnelle.

### Le but
Les buts en bois de buis sont les préférés des joueurs de pétanque, car ce sont les plus lourds ; ainsi :
- on peut mieux contrôler le lancer du but,
- le comportement du but lors d’un déplacement de celui-ci pendant la mène est plus prévisible et moins chaotique qu’avec un but en bois plus léger.

Les buts peuvent être peints, de façon à mieux les distinguer. Les buts vendus déjà peints sont très rarement en buis.

#### Buts agréés en compétitions
Les buts sont en bois, ou en matière synthétique portant le label du fabricant et ayant fait l’objet d’une homologation de la FIPJP, en application du cahier des charges spécifique relatif aux normes requises. Leur diamètre doit être de 30 mm (tolérance : +/-1 mm). Leur poids doit être compris entre 10 et 18 g. Les  buts  peints  sont  autorisés, mais ni  eux ni les  buts  en  bois ne  doivent pouvoir  être ramassés avec un aimant.

## Règles du jeu

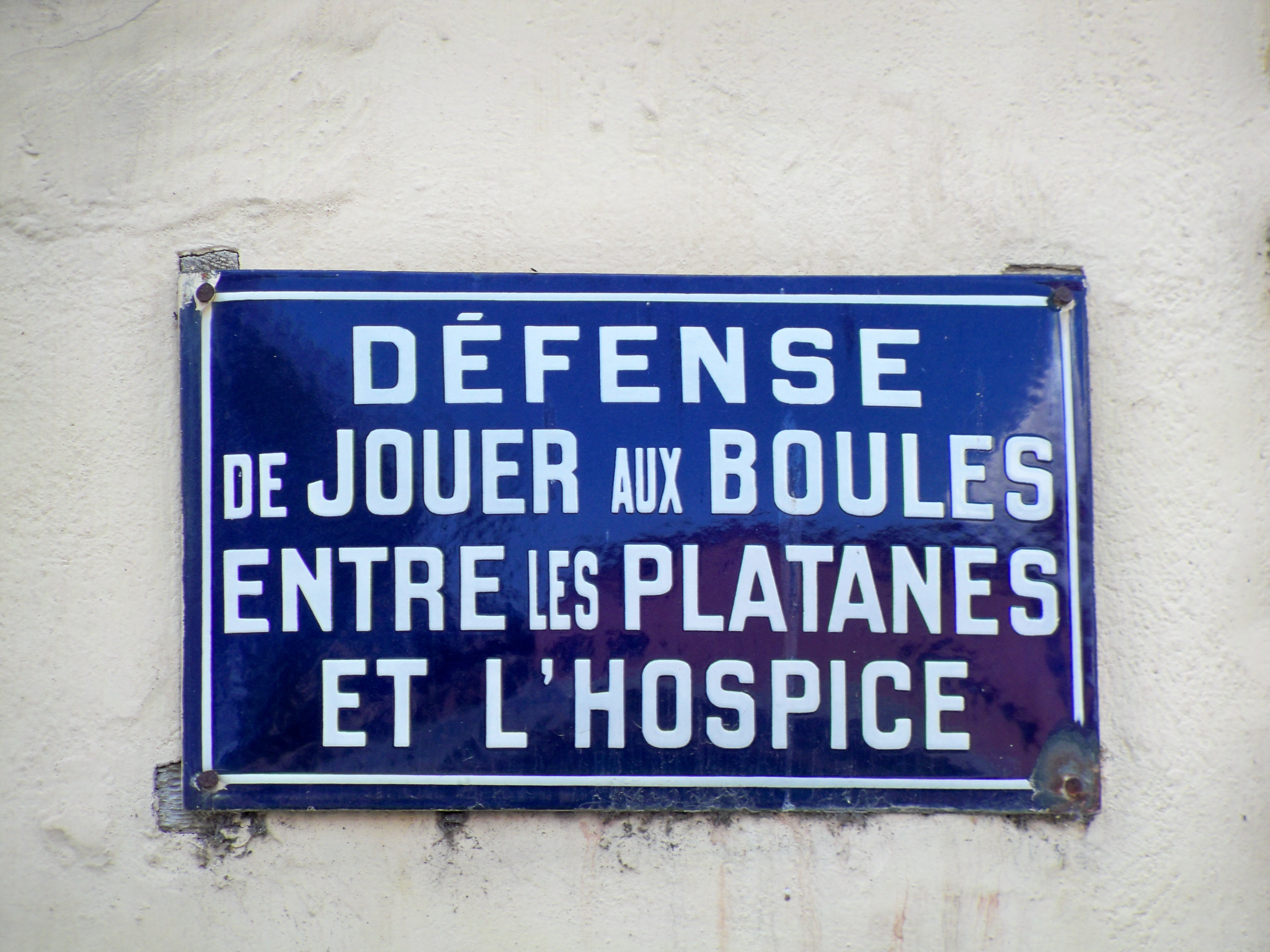
1re règle : ne pas gêner autrui.

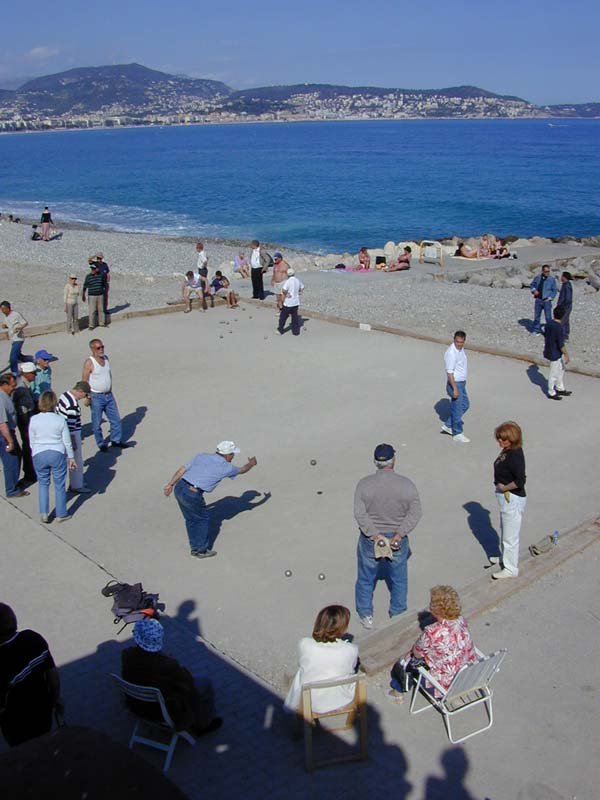
Pétanque sur la plage de Nice.

À la pétanque, l'objectif est de marquer des points en plaçant ses boules plus près du but que son adversaire par rapport au cochonnet.

### Équipes
Dans ce sport, trois combinaisons sont possibles : la triplette (3 contre 3), la doublette (2 contre 2) et le tête-à-tête (un contre un). Toute autre formule est interdite par le règlement officiel. En triplette, chaque joueur dispose de deux boules. Dans les autres configurations, chaque joueur en a trois.

### Distance
En catégorie sénior, le jeu doit se dérouler entre 6 et 10 mètres, lors du lancer du but. Par la suite, en cours de mène, le but ne doit jamais être à moins de 3 mètres ou à plus de 20 mètres.
Dans les catégories des jeunes (moins de 18 ans), le jeu doit se dérouler entre 4 et 7 mètres pour les benjamins (moins de 9 ans), entre 5 et 8 mètres pour les minimes (de 9 à 11 ans), entre 6 à 9 mètres pour les cadets (de 12 à 14 ans) et entre 6 à 10 mètres pour les juniors (de 15 à 17 ans).

### Terrain
La pétanque se pratique sur tous les terrains. Le boulodrome est un terrain ou une salle de sports aménagé pour l'entraînement et les compétitions de la pratique des jeux de boules en général.
La plupart du temps, en compétition, des « cadres » (un cadre est un terrain sur lequel doit se dérouler une partie) sont tracés ; les dimensions officielles sont alors de 15 mètres de longueur pour 4 mètres de largeur, et au moins de 12 mètres sur 3.

### Cercle (de lancer)
C'est un rond, tracé sur le sol, dans lequel le joueur doit se tenir pour lancer sa boule.
En 2002, Maurice Foraste crée le rond de pétanque "objet pour matérialiser le rond de position pour jeux de pétanque". Brevet INPI:FR2839457 publication 14/11/2003(BOPI 1003-46) source Inpi. À la suite d'une demande d'homologation auprès de la ffpjp et proposition à un fabricant de boule par courriers sans réponses, le brevet a été volontairement déchu le 30/01/2004. Le cercle de pétanque est devenu obligatoire peu après en compétition. Son diamètre est compris entre 35 et 50 cm. Le cercle doit se situer à un mètre au moins d'un obstacle ou de la limite d'un terrain interdit.

### Début de la partie
L'équipe qui gagne le tirage au sort trace le cercle et lance le but et la première boule. Pour que le but lancé par un joueur soit valable, il faut qu'il soit entre 6 et 10 mètres du cercle, visible depuis le cercle, qu'il n'y ait pas d'obstacle entre sa position et le cercle et qu'il soit à cinquante centimètres minimum de tout obstacle ou de la limite d'un terrain du fond (il n'a pas de limite pour une ligne de côté). Le lancer du but par un joueur d'une équipe n'implique pas qu'il soit dans l'obligation de jouer le premier. À la mène suivante, le but appartient à l'équipe ayant remporté la mène précédente, ou à celle l'ayant lancé si la mène a été nulle. Cette équipe lance le but à partir d'un cercle tracé autour depuis le point où il se trouvait à fin de la mène précédente (lorsque le but est devenu nul, le lancer se fait à compter de sa dernière position arrêtée), sauf dans les cas suivants :
- Le cercle se situerait ainsi à moins d'un mètre d'un obstacle. Dans ce cas le joueur trace le cercle au plus proche de cette limite réglementaire de l'obstacle.
- Le lancer du but ne pourrait se faire à toutes distances réglementaires (but en plein milieu d'un terrain de 12 mètres par exemple qui ne permettrait pas d'atteindre les 6 mètres minimum). Dans ce deuxième cas, le joueur peut reculer (dans l'alignement du déroulement du jeu à la mène précédente) jusqu'à ce qu'il puisse lancer le but dans le respect des règles.

Avant 2017, si le lancer n'est pas correct, il est recommencé par le même joueur, ou un coéquipier. Mais si après 3 jets consécutifs par la même équipe, le but n'a pas été lancé dans les conditions réglementaires ci-dessus définies, il est remis à l'équipe adverse qui dispose également de 3 essais, etc. En tout état de cause, c'est toujours l'équipe qui a marqué à la mène précédente qui conserve la priorité pour jouer la première boule.
Depuis 2017, si le lancer du but n'est pas correct, il appartient à l'équipe adverse de le déposer à la main mais le lancer de la première boule demeure le privilège de l'équipe qui a gagné le tirage au sort ou de celle qui a gagné la mène précédente.

### Déroulement
Une équipe lance ses boules tant qu'elle en a, et jusqu'à ce qu'elle place une de ses boules plus près du but que celles de l'équipe adverse. Si la première boule jouée se trouve en terrain interdit, c'est à l'adversaire de jouer puis alternativement tant qu'il n'y aura pas de boules en terrain autorisé. Elle (re)prend alors le point et c'est à l'équipe adverse de jouer, si elle a encore des boules. Dans le cas où il n'y aurait plus aucune boule en terrain autorisé (à la suite d'un tir), ou de parfait ex aequo de distance du but, l'équipe qui vient de jouer en dernier rejoue puis alternativement jusqu'à ce qu'une boule soit plus près. L'équipe dont c'est au tour de jouer et elle seule est autorisée à reboucher un trou qui viendrait d'être fait par la boule précédente. Si elle ne le fait pas immédiatement, le terrain restera en l'état jusqu'à la fin de la mène.

### Boule nulle
Toute boule est nulle dès qu'elle passe en terrain interdit. Si la boule revient ensuite en terrain de jeu, elle est immédiatement enlevée du jeu et tout ce qu'elle a pu déplacer, après son passage en terrain interdit, est remis en place. Il en va de même pour toute boule jouée d’un cercle autre que celui d'où a été lancé le but.
Toutefois l'adversaire a le droit de faire appliquer la règle de l'avantage et de déclarer que le coup est valable. En ce cas la boule pointée ou tirée est bonne et tout ce qu'elle a déplacé reste en place.

### Validité du lancer du but
Si le but lancé est arrêté par l’Arbitre, un adversaire, un spectateur, un animal ou tout objet mobile, il doit être relancé. Si le but lancé est arrêté par un partenaire, il est donné à l'adversaire qui doit le placer dans une position réglementaire. Si, après le jet du but, une première boule est jouée, l’adversaire a encore le droit de contester sa position réglementaire sauf si c'est lui qui a placé le but en terrain de jeu après échec du jet par l'autre équipe. Avant  que  le  but  soit  donné  à  l'adversaire  pour  qu'il  le  place  il  faut  que  les  deux  équipes aient reconnu que le jet n’était pas valable ou que l’Arbitre en ait décidé ainsi. Si une équipe procède différemment, elle perd le bénéfice du lancement du but. Si l’adversaire a également joué une boule, le  but  est  définitivement  considéré  comme valable et aucune réclamation n’est admise.

### Annulation du but en cours de mène
Le but est nul dans les sept cas suivants :
1. Quand, le but est déplacé en terrain interdit même s’il revient en terrain autorisé. Le but à cheval sur la limite d’un terrain autorisé est bon. Il n’est nul qu’après avoir dépassé entièrement la limite du terrain autorisé ou la ligne de perte, c’est-à-dire lorsqu’il se situe entièrement au-delà de l’aplomb de cette limite. Est considérée comme terrain interdit, la flaque d’eau sur laquelle le but flotte librement.
2. Quand, se trouvant en terrain autorisé, le but déplacé n’est pas visible du cercle. Toutefois, le but masqué par une boule n’est pas nul.
3. Quand le but est déplacé à plus de 20 mètres (pour les juniors et les seniors) ou 15 mètres (pour les Benjamins, Minimes  et  Cadets) ou à moins  de  3  mètres du  cercle de lancement.
4. Quand, en terrains tracés, le but traverse plus d’un des jeux contigus au jeu utilisé ou sort en fond de cadre.
5. Quand  le  but  déplacé est introuvable, le temps de recherche  étant  limité  à  cinq minutes.
6. Quand un terrain interdit se trouve entre le but et le cercle de lancement.
7. Quand, dans les parties se déroulant en temps limité, le but sort du cadre attribué

### But masqué ou déplacé
Si, au cours d’une mène, le but est inopinément masqué par une feuille d’arbre ou un morceau de papier, ces objets sont enlevés. Si  le  but  arrêté  vient  à  se  déplacer, en  raison  du  vent  ou de l’inclinaison du terrain, par exemple, il est remis à sa place primitive, à condition qu’il ait été marqué[Quoi ?]. Il en va de même si le but est déplacé accidentellement par l’arbitre, un joueur, un spectateur, une boule ou un but provenant d’un autre jeu, un animal ou tout objet mobile.
Pour éviter toute contestation, les joueurs doivent marquer le but. Il ne sera admis aucune réclamation impliquant des boules ou un but non marqués. Si le but est déplacé par l’effet d’une boule jouée de cette partie, il est valable.

### Déplacement du but dans un autre jeu
Si, au cours d’une mène, le but est déplacé sur un autre terrain de jeu, limité ou non, le but est bon, sous réserve des dispositions de l’article 9. Les  joueurs  utilisant  ce  but  attendront, s’il y a lieu, la fin de la mène commencée par les joueurs se trouvant sur l’autre terrain de jeu, pour finir la leur. Les joueurs concernés par l’application de cet article doivent faire preuve de patience et de courtoisie.
A la mène suivante, les équipes continuent sur le terrain qui leur a été affecté et le but est relancé du point où il se trouvait lorsqu’il a été déplacé.

### Règles à appliquer si le but est nul
Si, au cours d’une mène, le but est nul, trois cas se présentent:
1. Il reste des boules à jouer à chaque équipe: la mène est nulle et le but appartient à l’équipe qui avait marqué précédemment ou qui avait gagné le tirage au sort.
2. Il reste des boules à une seule équipe: cette équipe marque autant de points qu’elle détient de boules à jouer.
3. Les  deux  équipes  n’ont  plus  de  boules en  main: la  mène est  nulle et  le but appartient à l’équipe qui avait marqué précédemment ou qui avait gagné le tirage au sort

### Arrêt involontaire du but
1. Si le but, frappé, est arrêté ou dévié par un spectateur ou par l’arbitre, il conserve sa position.
2. Si  le  but, frappé, est  arrêté  ou  dévié  par  un  joueur  situé  en  terrain  de  jeu  autorisé, son adversaire a le choix entre:
  1. Laisser le but à sa nouvelle place :
  2. Remettre le but à sa place primitive
  3. Placer le but dans le prolongement d’une ligne allant de sa place primitive à l’endroit où il se trouve, à la distance maximale de 20 mètres du cercle (15 mètres  pour  les Cadets, Minimes  et Benjamins) et de façon qu’il soit visible.

Les deux derniers alinéas b ne peuvent être appliqués que si le but a été préalablement marqué. Si tel n’est pas le cas, le but restera où il se trouve. Si, après  avoir  été  frappé, le  but  passe  dans  sa  course  en  terrain  interdit  pour  revenir finalement  en  terrain  de  jeu, il  est  considéré  comme  nul.
Si le but arrêté vient à se déplacer en raison du vent ou de l’inclinaison du terrain ou est déplacé accidentellement par un joueur, un arbitre, un spectateur, un animal ou par tout objet mobile, il est remis en place, à condition qu’il ait été marqué.
Si un joueur arrête volontairement le but, son équipe perd immédiatement la partie.

### Arrêt involontaire d'une boule
1. Si une boule est arrêtée ou déviée par un spectateur ou par l’arbitre par une boule ou un but provenant d’un autre jeu, par un animal, par tout objet mobile (ballon, etc.), elle conserve sa position. Toutefois doit être rejouée la boules arrêtée, ou déviée dans sa course entre le cercle de lancement et le but.
2. Une boule arrêtée involontairement par un partenaire est perdue
3. Pour une boule arrêtée involontairement par l'adversaire l'équipe a le choix entre:
  1. Laisser la boule à sa nouvelle place :
  2. Placer la boule dans le prolongement d’une ligne allant de sa place primitive à l’endroit où elle se trouve
  3. Rejouer la boule, uniquement si c'est celle qui venait d'être lancée

Si une boule arrêtée vient à se déplacer en raison du vent ou de l’inclinaison du terrain ou est déplacée accidentellement par un joueur, un arbitre, un spectateur, un animal ou par tout objet mobile, elle est remise en place, à condition qu’elle ait été marquée. Si un joueur arrête volontairement une boule, son équipe perd immédiatement la partie.

#### Fin de la partie
Une partie se joue en 13 points, éventuellement en 11, pour les parties de poules. Jusqu'en 2007 les finales des championnats du monde se déroulaient en 15 points.
Si en cours de mène, un joueur ou une équipe arrive à 13 points par terre et a encore des boules en main alors que l'adversaire n'a plus de boules, l'usage veut qu'on ne joue pas les dernières boules, par respect pour l'adversaire et l'esprit du jeu.
Les règles du jeu sont édictées par la Fédération internationale.

## Nombre de licenciés

### En 2010
| Rang | Nations   | Nombres de licenciés |
| 1    | France    | 313 985              |
| 2    | Thaïlande | 40 000               |
| 3    | Espagne   | 29 787               |
| 4    | Pays-Bas  | 18 254               |
| 5    | Allemagne | 15 284               |
| 6    | Belgique  | 14 122               |
| 7    | Algérie   | 13 272               |
| 8    | Maroc     | 11 121               |
| 9    | Japon     | 10 000               |
| 10   | Suède     | 6 391                |

Chiffres du 1er janvier 2010, source : http://fipjp.com/fr/statistiques

### En 2021[20]
| Rang | Nations   | Nombres de licenciés |
| 1    | France    | 226 502              |
| 2    | Thaïlande | 60 000               |
| 3    | Allemagne | 23 107               |
| 4    | Belgique  | 15 552               |
| 5    | Pays-Bas  | 15 006               |
| 6    | Suède     | 12 201               |
| 7    | Espagne   | 11 868               |

## Évènements
- Pétanque EuroCup
- Mondial la Marseillaise de pétanque
- Masters de pétanque
- Trophée L'équipe

## Stratégie
Une équipe de pétanque comprend :
- en triplette, un pointeur[Quoi ?], un milieu[Quoi ?] et un tireur[Quoi ?]

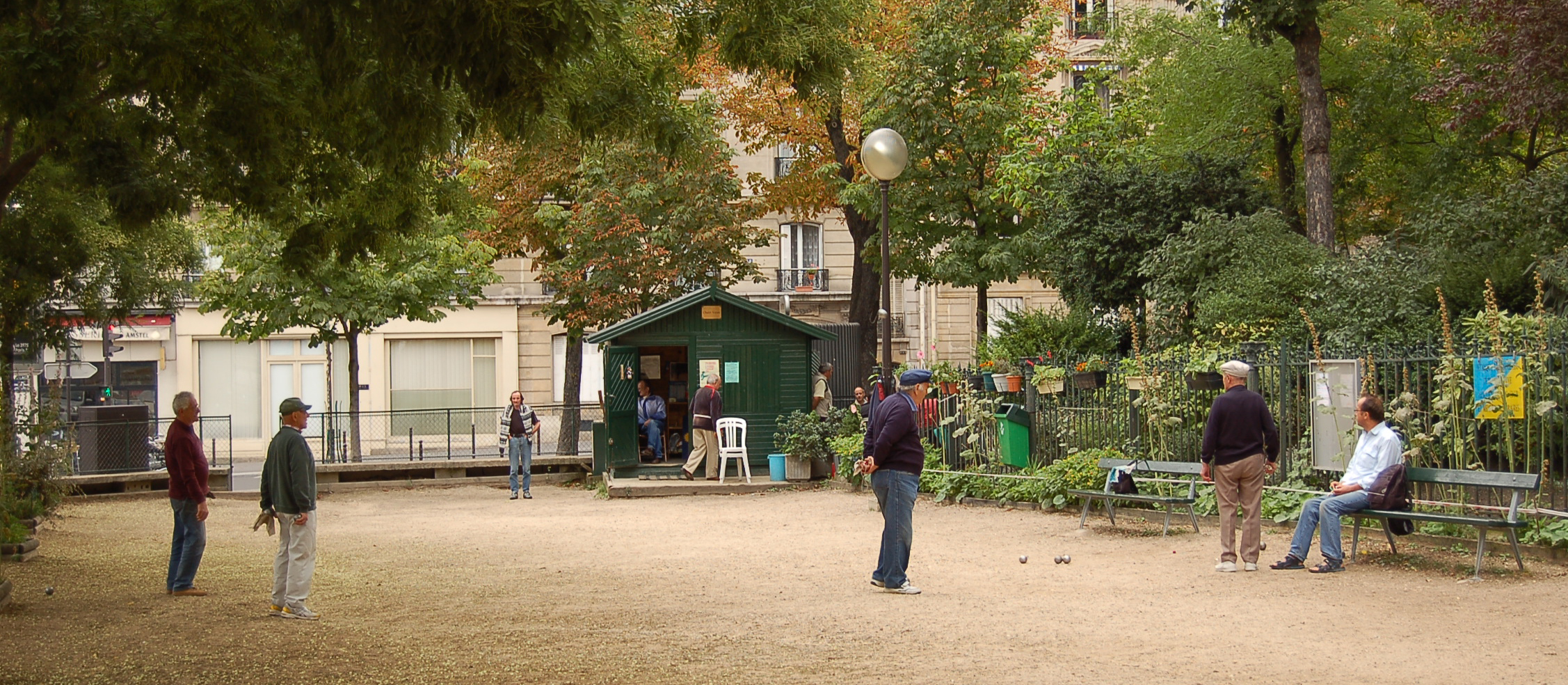
Pétanque au square des Batignolles à Paris.

- en doublette, un pointeur et un tireur
- en tête à tête, un joueur complet

Ces rôles ne sont pas intangibles : en cours de partie, l’équipe peut décider de modifier la « formation », en cas de méforme[Quoi ?] d’un des joueurs.
En général, lorsqu’une boule doit être pointée[Quoi ?], c’est le pointeur qui joue, s’il n'a plus de boules, c’est le milieu, et si ce dernier n’a plus de boules, c’est le tireur. Lorsqu’une boule doit être tirée[Quoi ?], c’est la même chose dans l’ordre inverse. Dans certains cas (assez rares), cet ordre n’est pas respecté pour des raisons tactiques.
Au point, une boule placée devant le but a plus de valeur qu’une boule placée derrière à la même distance, car :
- elle gêne l'adversaire, qui peut accidentellement la pousser et donc améliorer sa position ;
- elle peut être poussée par la suite par un coéquipier pour améliorer sa position ;
- une boule placée derrière peut permettre à l'équipe adverse de réaliser un devant de boule (voir ce terme dans la section « Vocabulaire spécifique »).

On considère donc qu'une boule placée devant le but, entre 0 et 50 cm (indicatif, dépend du terrain) de distance, est bien jouée.
Dans certains cas, le pointeur ne cherchera pas à s'approcher le plus près possible du but. Il peut :
- essayer de placer sa boule en position de contre (i.e. près d'une boule adverse, ce qui met cette dernière en danger si la première boule est tirée),
- essayer de placer sa boule à quelque distance du but : cette tactique peut être appliquée dans le cas où l'équipe adverse fait beaucoup de carreaux, ainsi que sa propre équipe (donc à haut niveau – en revanche, si l'équipe adverse tire bien mais sans faire de carreaux, on préfèrera très bien pointer pour fatiguer le tireur, ou du moins, faire passer ses boules) : les carreaux ne sont alors plus une valeur ajoutée, et si l'équipe adverse décide de pointer, l'équipe du premier pointeur prend le tir et peut marquer.

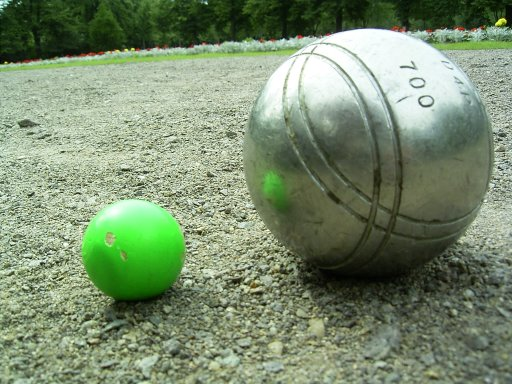
Cochonnet à côté de la boule.

À chaque étape du jeu, après lancement de la première boule, l'équipe qui n'a pas le point doit décider s’il vaut mieux tirer ou pointer. Elle peut également chercher à  noyer le bouchon, pour annuler la mène si la situation apparait désespéré. Parmi les facteurs à considérer pour décider :
- proximité de la boule adverse au but,
- difficulté du terrain (il est plus facile de reprendre un point sur un terrain bien aménagé que sur un terrain caillouteux),
- positions de contre, ou difficulté du tir envisagé (tir « à la sautée », boules collées, etc.),
- nombre de boules restant en main dans chaque équipe, et nombre de boules qui « comptent » (qui sont bien placées) dans le jeu. Un mauvais jugement de ce facteur peut conduire une équipe à se découvrir (voir « Vocabulaire spécifique »).

Le lancer du but est un élément qui ne doit pas être négligé. Deux degrés de liberté sont à exploiter au mieux :
- la distance : elle est souvent choisie en fonction des qualités des 2 tireurs : on pourra le jeter :
  - à une distance où le tireur adverse est moins à l’aise,
  - alternativement à 6 et 10 m de façon à « dérégler » le tireur adverse dans le cas où il est bon à toutes distances,
  - à une distance qui ne pénalise pas le tireur de son équipe ;
- la direction (et la distance) : elle est souvent choisie en fonction des qualités des 2 pointeurs :
  - certains endroits peuvent être plus difficiles à atteindre selon qu’on est gaucher ou droitier,
  - on essaiera de privilégier son pointeur en faisant en sorte qu’il dispose d’une bonne donne pour son coup le mieux maitrisé (demi-portée, portée, etc.),
  - on conservera une distance où on s’aperçoit que son équipe pointe mieux que l’équipe adverse,
  - dans le cas où l’on n’est pas limité par un cadre, on pourra « changer de terrain », c’est-à-dire envoyer le but à un endroit différent de celui où on est habitué à jouer depuis le début de la partie. Souvent lorsqu’une équipe est malmenée, elle cherche à marquer pour prendre le but et « changer de terrain », pour essayer de reprendre la partie en main. Quelquefois, plusieurs mènes sont nécessaires pour arriver au terrain convoité (rappelons que le cercle doit être tracé autour du point où se trouvait le but à la mène précédente).

Ce ne sont bien sûr que les principes de bases.
Au haut niveau, les mènes se jouent très souvent à 10 m, distance à laquelle une différence peut éventuellement se faire au tir.

## Vocabulaire spécifique
Les discussions, palabres et mimiques entre joueurs d'une même équipes pour décider de la stratégie, souvent en utilisant un vocabulaire spécifique et imagé, constituent un spectacle supplémentaire pour le supporter attentif. Cela fait partie intégrante du jeu. Qui ne connaît pas le fameux « Tu tires ou tu pointes ? »
- Bouchon ; cochonnet ; petit ; têt ; gari (en provençal) ; bouchin (en niçois) : le but. Le terme bouchon vient également du provençal bouchoun signifiant « petite boule »[22].
- Pointer : lancer la boule pour la rapprocher le plus possible du but. L'action de pointer s’appelle le « point » ou l’« appoint ».
- Tirer : lancer la boule afin de chasser une boule adverse. En règle générale, la boule tirée est perdue, sauf en cas de carreau ou de palet.

Différentes façons de pointer
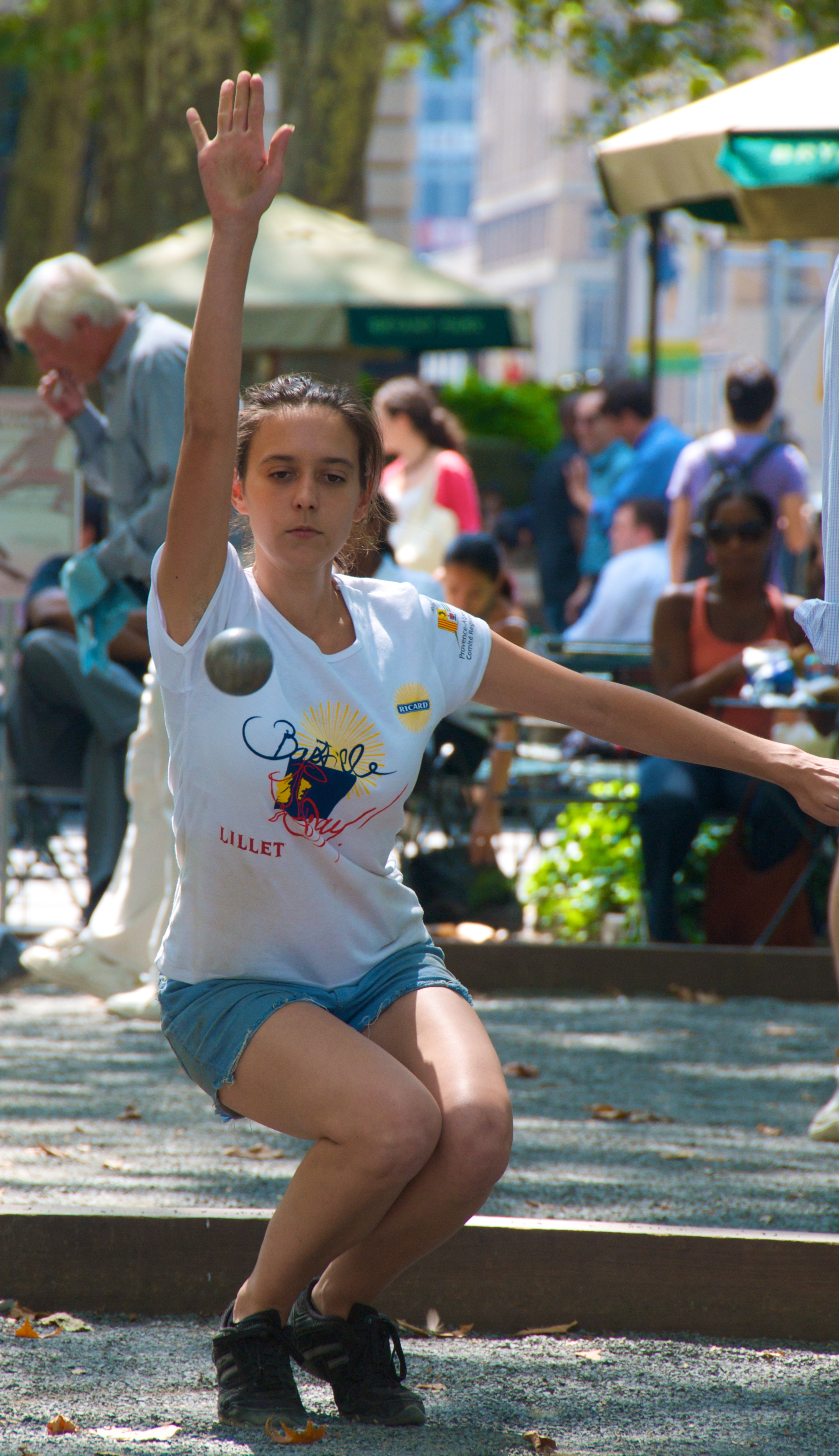
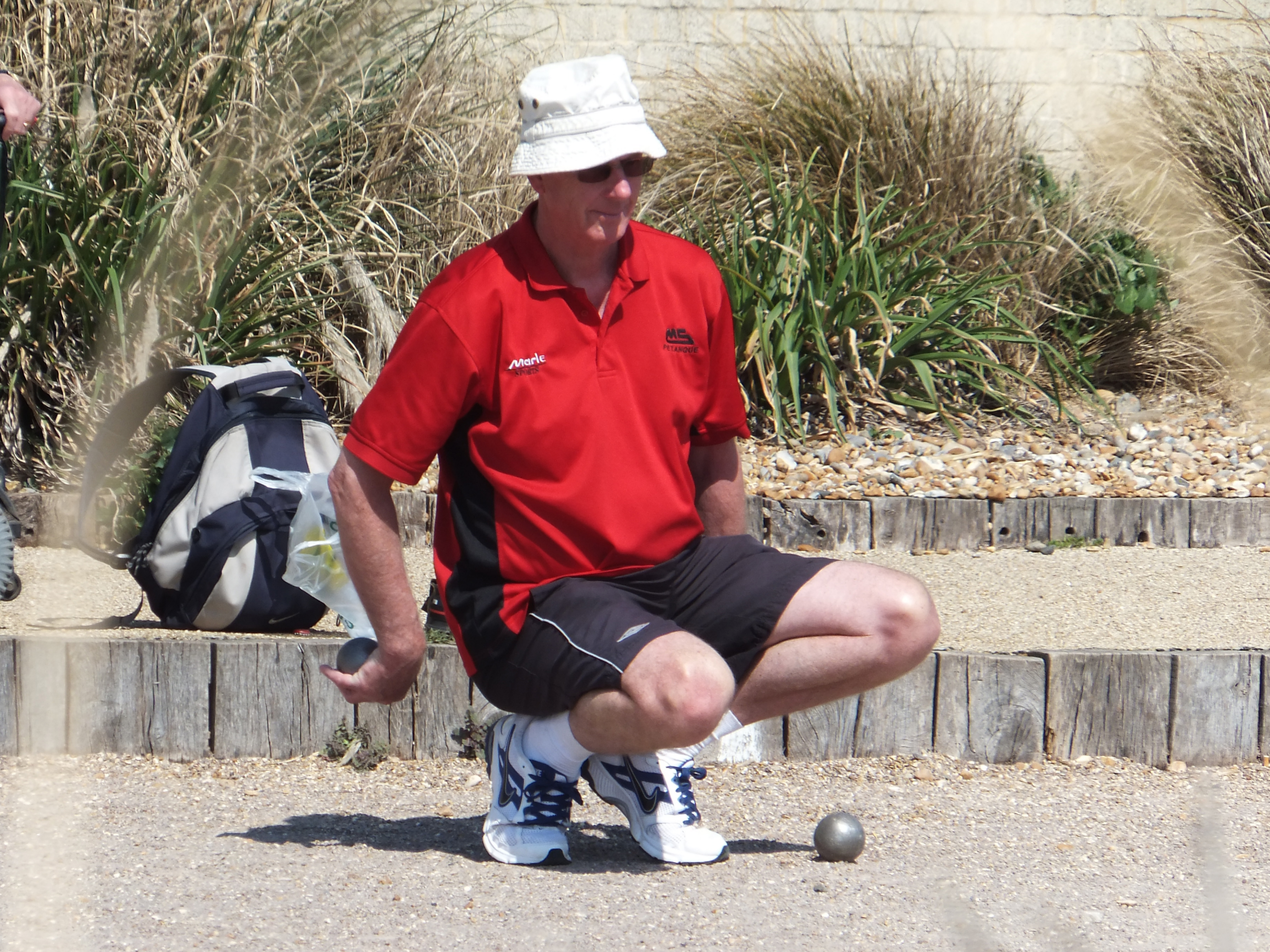
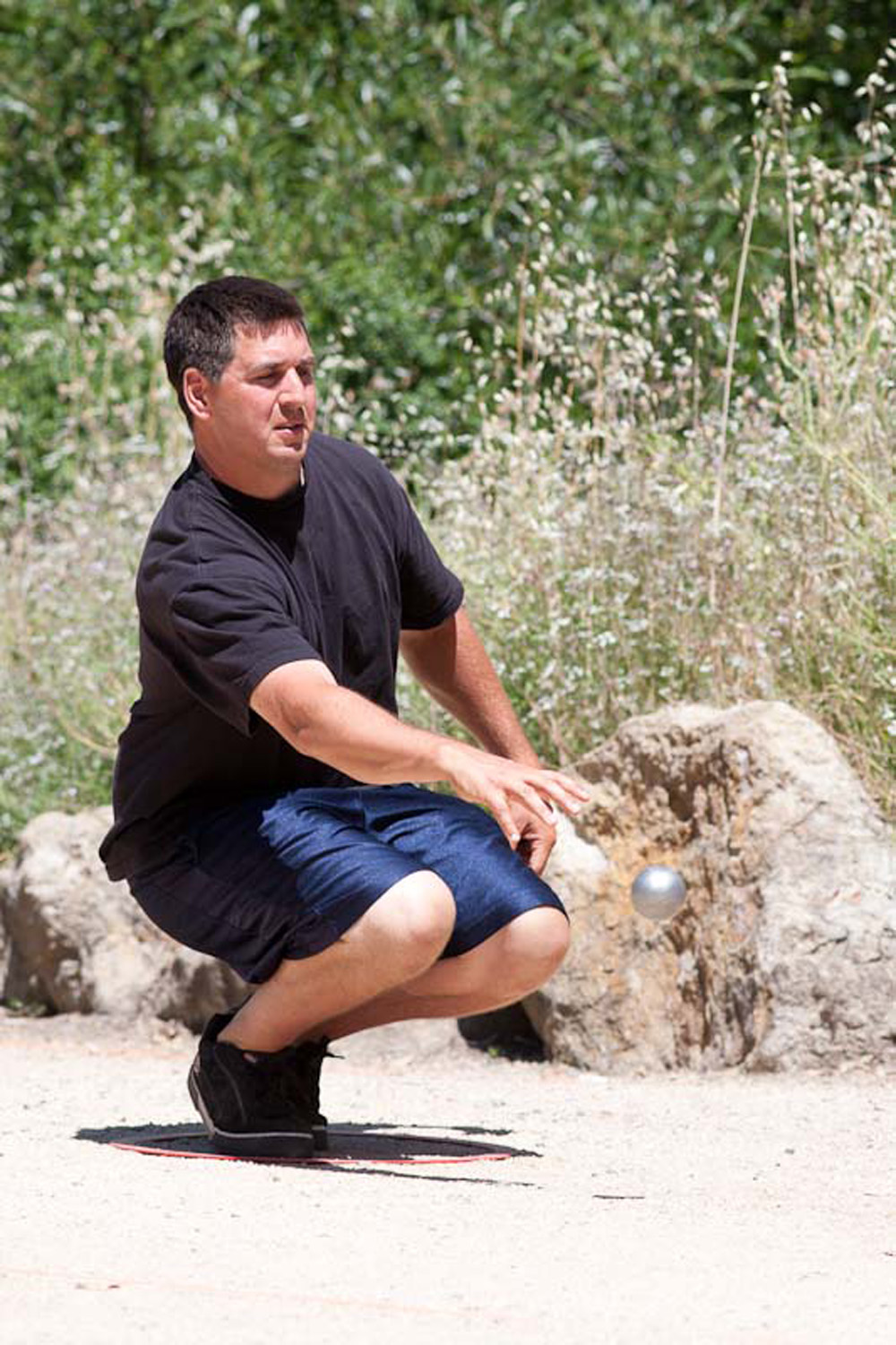
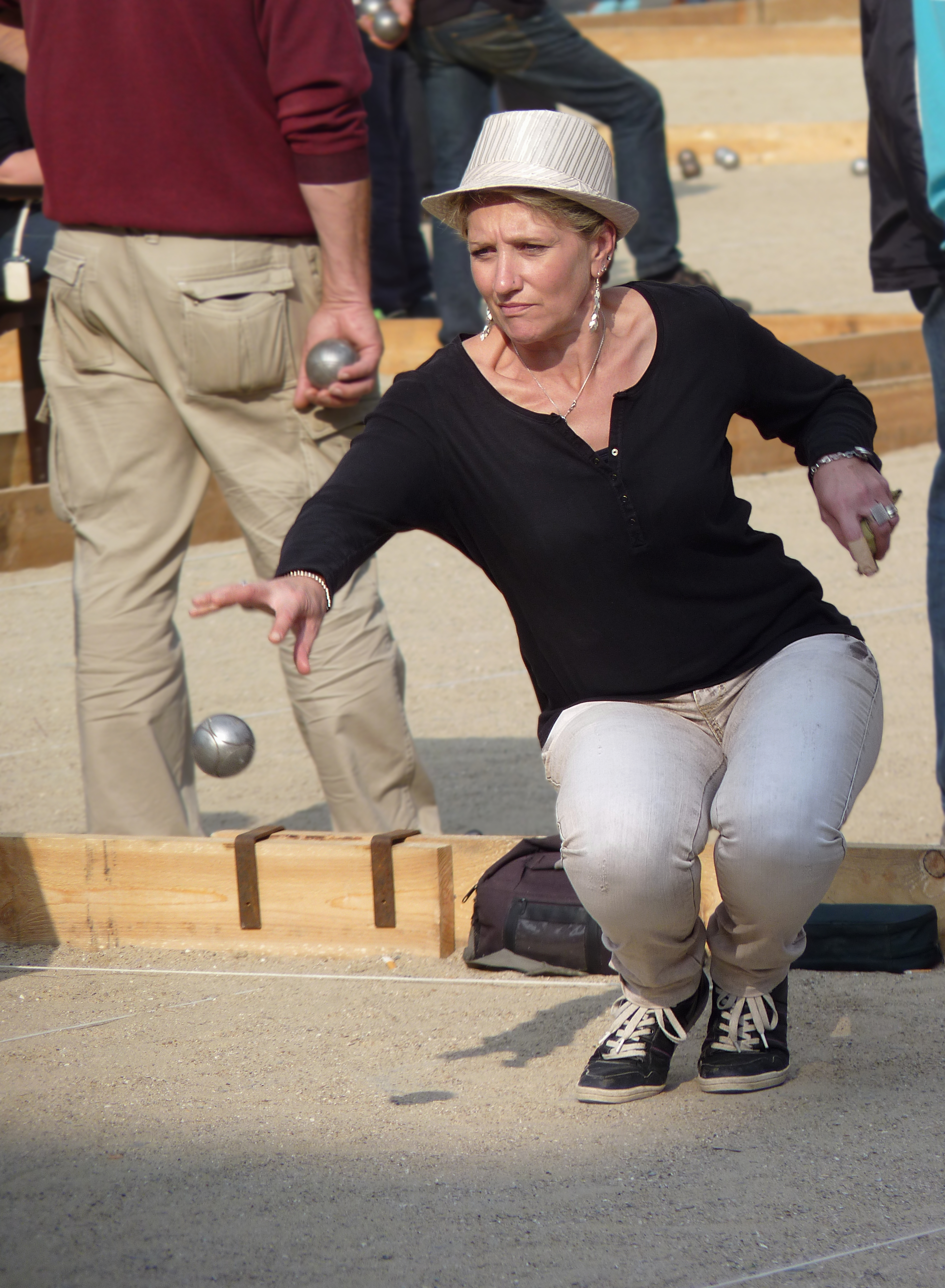
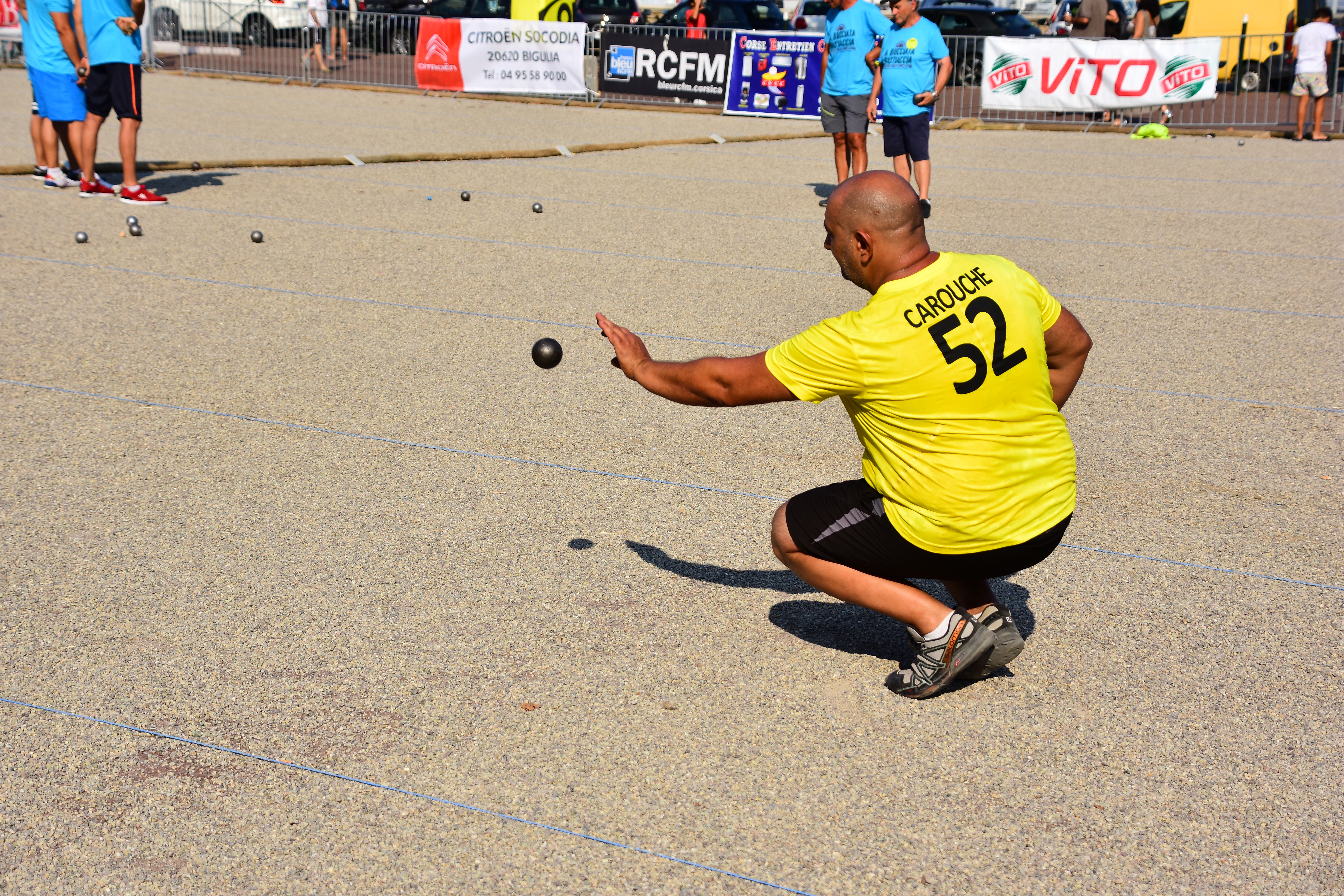
Joueur de triplette lors d'une compétition Bastia Corse 2019.

### Vocabulaire lié au point

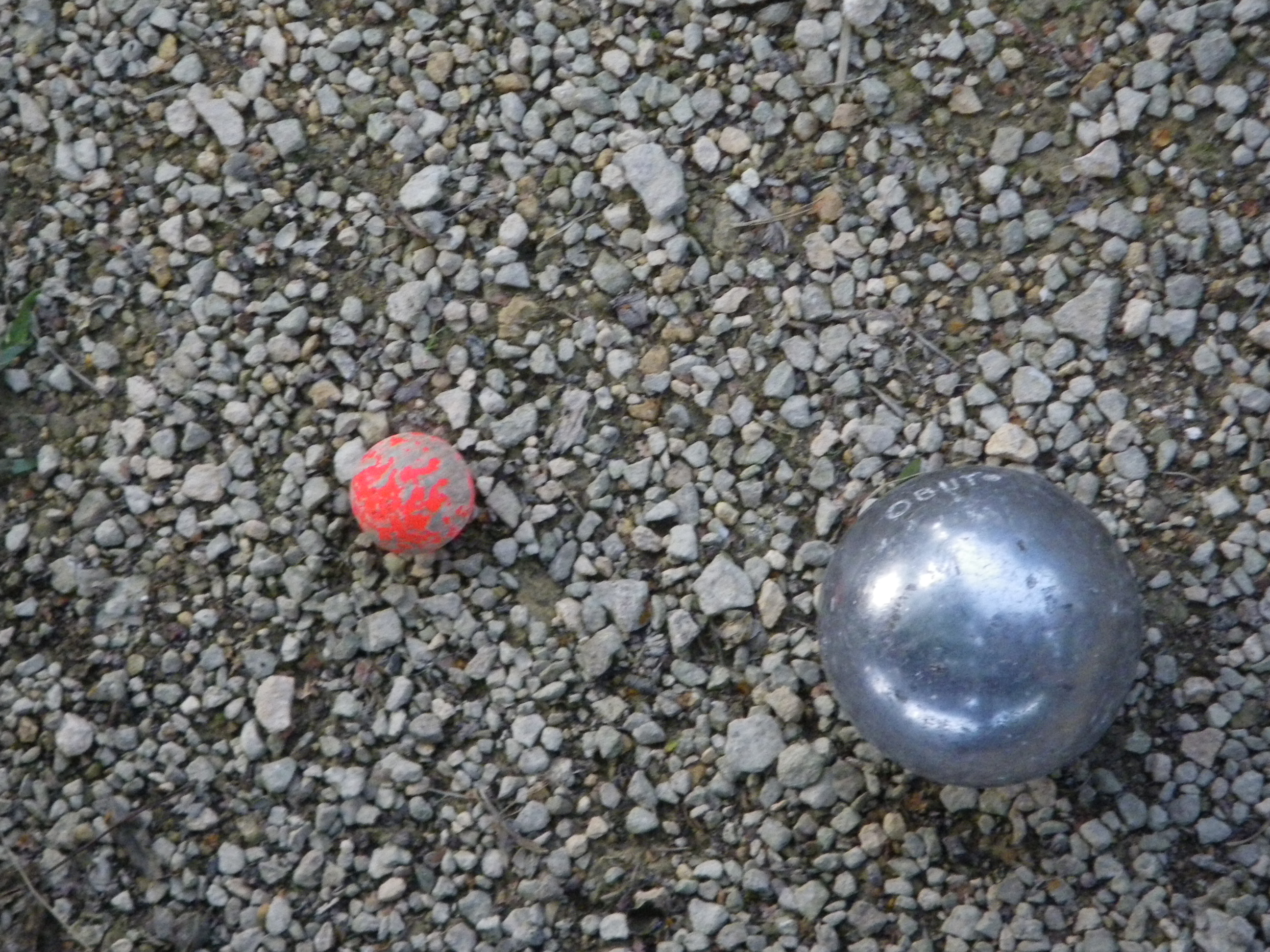
Avoir le point.

- Avoir le point : posséder une boule (ou plus) mieux placée que celles des adversaires.
- Reprendre le point : placer une boule en faisant mieux que l'adversaire qui avait le point.
- Faire un biberon, un têtard : la boule colle le but (ou bibe). Voir aussi « bouchonner ».
- Devant de boule : se placer devant une boule adverse en s'y collant. Ceci est gênant pour l’adversaire car ce sont des boules difficiles à tirer (la plupart du temps, la boule qui est devant reste en place, et c’est la boule qui se trouve derrière qui s’en va).
- Faire un bec : heurter une boule déjà placée pour faire dévier la sienne vers le but.
- La donnée ou la donne : zone d'impact au sol de la boule pointée. La recherche d'une bonne donnée est primordiale sur des terrains difficiles.
- Jouer en demi-portée : pointer en lançant la boule environ à mi-distance (cette distance variant suivant le terrain et la hauteur à laquelle la boule est envoyée) entre le cercle de lancer et le but. C'est le style d'appoint le plus répandu et le plus facile à réaliser.
- Porter, plomber ou envoyer : pointer en lançant la boule très haut, afin qu'elle roule le moins possible en retombant sur le sol (on dit qu’on assomme la boule). Ce style d'appoint demande une très grande maîtrise. L’envoi est l’action d'envoyer.
- Faire glisser (ou faire rouler) : pointer en lançant la boule assez près du cercle de lancer. Ce coup peut être avantageux sur des terrains bien particuliers, en général lisses et qui répondent mal aux boules piquées.
- Jouer une boule nature : Jouer la boule sans lui donner d’effet.
- Tenir (ou serrer) une boule : au point, donner un effet rétro à la boule, de sorte qu'elle roule moins qu'une boule jouée nature (sans effet). On dit des joueurs qui maîtrisent cette technique qu'ils jouent « au poignet ». On dit de ceux qui la maîtrisent à son maximum qu’ils « bloquent » la boule (car à la tombée, la boule est comme bloquée, puisqu'elle avance très peu).
- Lâcher la boule : au point, jouer un peu plus fort que la normale, soit volontairement, soit involontairement.
- Piquer la boule : la faire frapper le sol avec un angle assez important. La distinction boule piquée / non piquée se fait sur les coups en demi-portée : la courbe est plus en cloche pour une boule piquée.

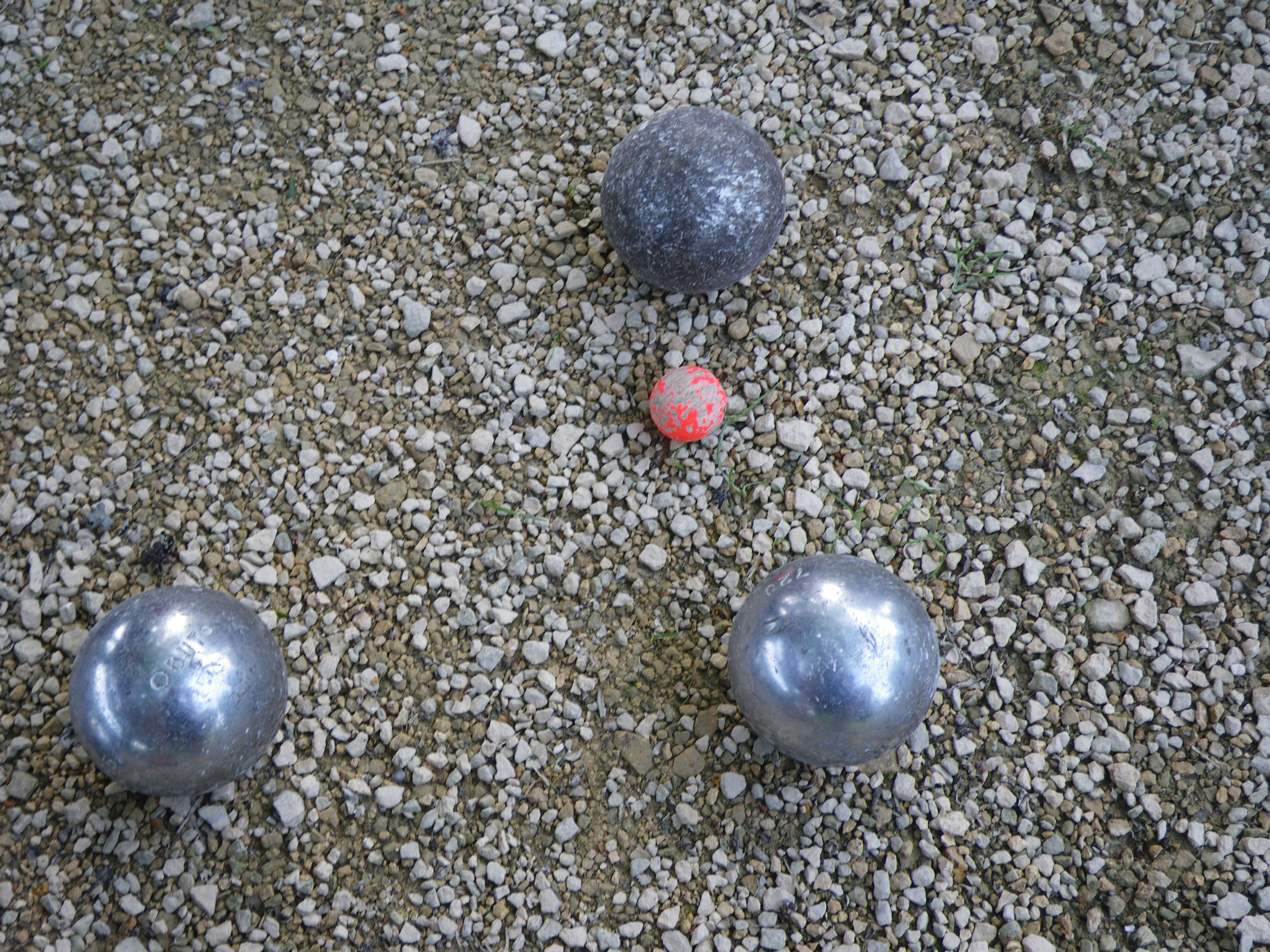
Boule noire rentrée.

- Jouer haut, bas, au jeu : lorsque le terrain est penché latéralement (ce qui est très souvent le cas), on distingue le haut (le côté le plus haut) et le bas (le côté le plus bas). Ainsi, jouer :
  - au jeu est jouer sur la trajectoire idéale passant par le cochonnet,
  - plus haut que jeu est jouer sur toute trajectoire passant plus haut que le cochonnet,
  - plus bas que jeu est jouer sur toute trajectoire passant plus bas que le cochonnet.
- Donner de l’effet à ou Tourner une boule : Lancer la boule en lui imprimant un effet de rotation latérale grâce à un mouvement des doigts. Bien maîtrisé, ce geste est d’une grande utilité lorsque :
  - une boule se trouve « en plein jeu » (c.-à-d. lorsqu’elle se trouve sur la trajectoire idéale qui permet d’atteindre le but) : dans ce cas, le pointeur envoie sa boule par côté et la « ramène » vers le but grâce à l’effet imprimé.
  - le terrain est très difficile et que les données sont rares: parfois les seules données acceptables ne sont pas « au jeu » et l’effet est nécessaire pour « ramener » la boule vers le but.
- Répondre : La réponse d’une boule est son comportement à la tombée, lorsque le joueur lui a donné un effet. Une boule peut bien répondre si le comportement est celui attendu, ou mal dans le cas contraire. Comme la réponse d’une boule est due au terrain, on parle aussi de réponse du terrain (ou d’une zone de terrain).
- Jouer (ou rentrer) une boule : Pointer dans l’intention de pousser une boule de son équipe qui est devant le but mais qui n’est pas assez près pour marquer (idéalement, après le coup, la boule poussée et la boule jouée marquent). Tout l’art de ce coup est de doser la force de façon que si la boule visée est ratée, le point soit pris quand même.
- Faire un demi-coup : Jouer la boule plus fort que ce que demanderait un appoint normal (on dit « plus fort que jeu ») afin de venir heurter des boules (ou le but) pour les déplacer sur une faible distance. Il s'agit d'un coup entre le point et le tir, d’où son nom. Il peut être utilisé pour séparer deux boules collées.

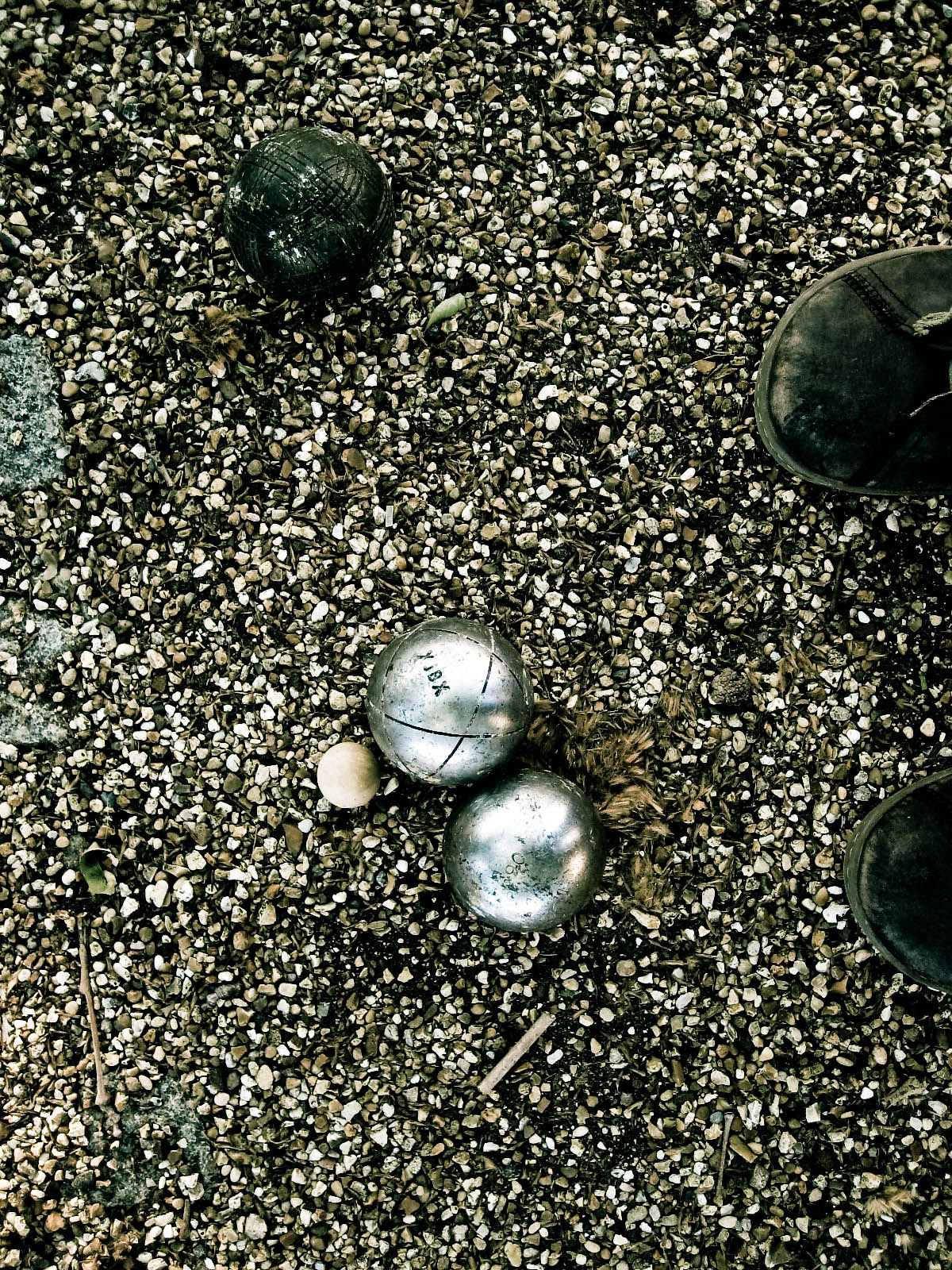
Ne pas jeter sa boule : double point.

- Serrer : pointer toutes les boules restantes du mieux possible. La plupart du temps, on serre lorsqu'on n'a pas réussi à tirer une boule adverse qui est très près du cochonnet. On se résigne donc à laisser la mène à l'adversaire, mais on l’empêche de marquer trop de points.
- Faire un palouf : (ou aussi : palouffer) se dit lorsqu'un joueur envoie une boule beaucoup trop courte.
- Jouer volontiers : c'est, à l'inverse du palouf, une boule jouée trop fort.
- Faire un nari (accent tonique sur le a) : rater complètement son appoint.
- Escamper ses boules : rater complètement ses appoints dans une mène.
- Démarquer : dans le cas où l'équipe adverse n'a plus de boule, où au moins un point est déjà acquis, et où l’on pointe pour « ajouter » (des points), c’est donner le point à l'adversaire (soit en chassant la boule (ou les boules) de son équipe qui avait (avaient) le point, soit en « rentrant » une boule adverse, c'est-à-dire en la poussant de telle sorte qu’elle marque). On peut aussi se démarquer en tirant.
- Ne pas jouer pour le perdre : lorsqu'un joueur parvient à reprendre le point à l'adversaire alors que le pointage est difficile, on dit qu'il n'a pas joué pour le perdre.
- Ne pas jeter sa boule : réussir une boule utile (sans forcément prendre le point). Au contraire, on dit qu'un joueur a jeté sa boule lorsqu'il joue un mauvais coup.
- Faire un vol (on entend souvent: « C’est du vol ! ») : lorsqu'une boule mal jouée embarque le cochonnet, ou heurte involontairement une boule bien pointée, bref, on dit qu'il y a vol dès qu'une boule mal jouée parvient à faire reprendre le point à son équipe.
- Rétropissette : technique de pointage permettant de s'affranchir des irrégularités du terrain en donnant à la boule un effet rétro.
- Le point de l'Anglais ou la boule piège : se dit d'un point suffisamment mauvais pour que l'équipe adverse croie pouvoir le reprendre facilement, en vain.
- Noyer le bouchon : envoyer, en le tapant, le bouchon en dehors du terrain pour annuler la mène.

### Vocabulaire lié au tir

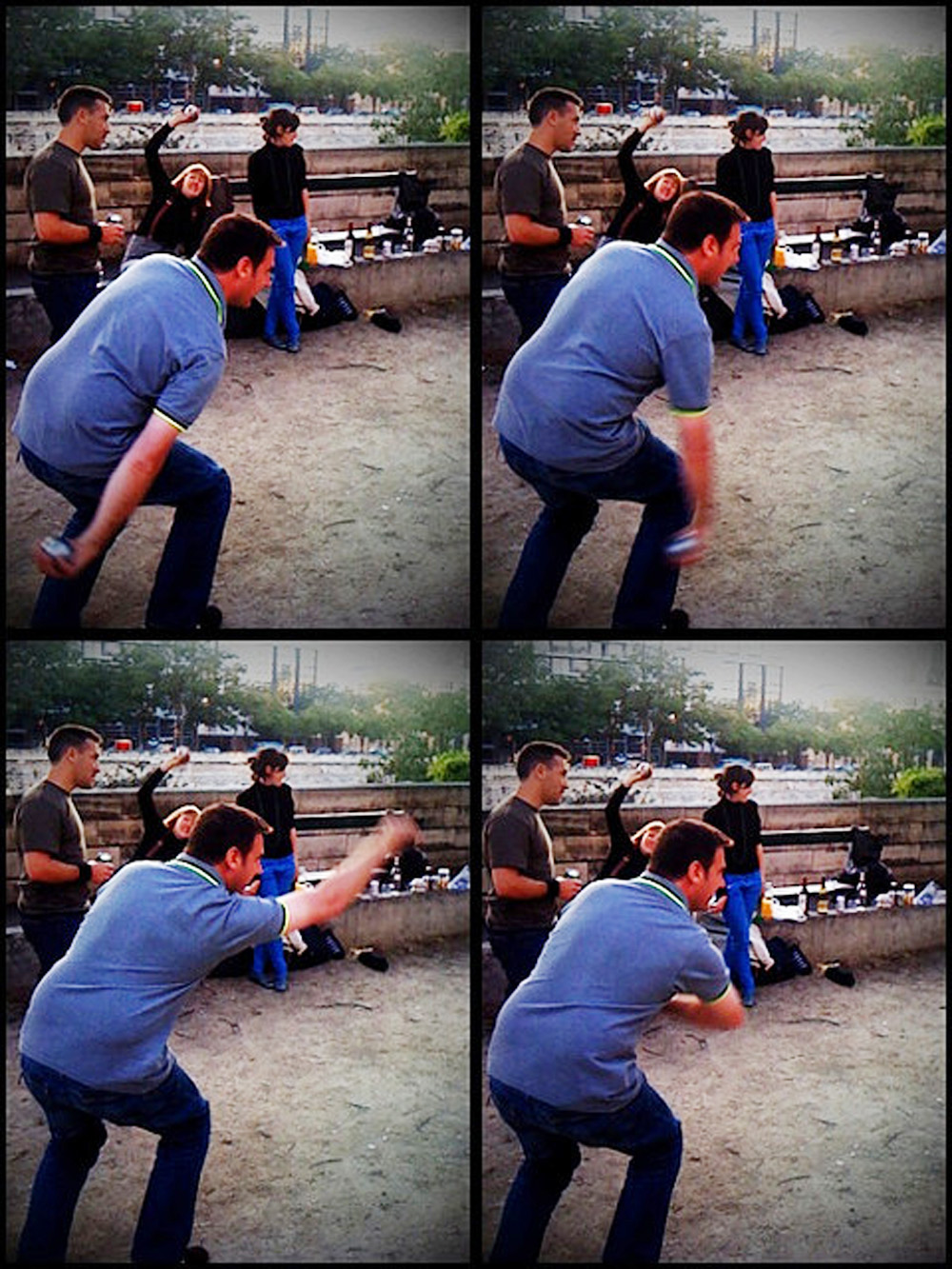
Décomposition de la façon de tirer.

- Tirer au fer : lancer une boule directement sur la boule visée. Il s'agit de la façon « classique » de tirer.
- Tirer devant : lancer une boule à 30 cm (indicatif) maximum devant la boule visée. Ce tir peut se pratiquer sur des terrains qui ne « sautent » pas (c-à-d. où les boules ne rebondissent pas après l’impact), ou bien par des tireurs qui lancent leur boule (trajectoire ou effet spécifique) de manière qu'elle rebondisse très peu.
- Tirer à la raspaille (ou à la rafle ou bien rabalette), raspailler : contraire du tir au fer, la boule roule avant de toucher la ou les boules visées. Cette technique est généralement assez mal vue par les puristes.
- Faire un carreau : terme employé quand il y a « tir au fer ». La boule de tir lancée reste dans un rayon maximum de 50 cm (indicatif) autour de l'impact. Trois situations sont décrites par des termes spécifiques :
  - on réalise un carreau parfait ou un arrêt lorsque la boule tirée prend la place exacte de la boule cible,
  - on réalise un carreau allongé lorsque la boule tirée roule vers l’avant après l'impact sur la boule cible,
  - on réalise un recul (se dit aussi "carreau rétro") lorsque la boule tirée repart en arrière après l'impact sur la boule cible,on réalise une patinette lorsque la boule de tir tourne sur elle-même à l'emplacement même de la boule tirée (c'est sans aucun doute un des plus beaux gestes de la pétanque).
- Faire un palet : tirer une boule sur le jeu en tirant « à la raspaille » ou en « tir devant » ; la boule lancée reste dans un rayon maximum de 50 cm (indicatif) autour de l'impact. Deux situations sont décrites par des termes spécifiques :
  - on réalise un palet parfait ou un arrêt lorsque la boule tirée prend la place exacte de la boule cible,
  - on réalise un palet allongé lorsque la boule tirée roule vers l’avant après l'impact sur la boule cible.
- Faire un trou : tirer à côté de la boule visée (c'est un tir raté).
- Faire un écart : faire un trou en tapant trop à gauche ou trop à droite.
- Faire un brochet ou faire un crocheton : faire un écart important.
- Faire une casquette : frapper une boule sur sa « tête » (partie supérieure). La boule cible reste à sa place ou bouge très peu.

Différentes façons de tirer
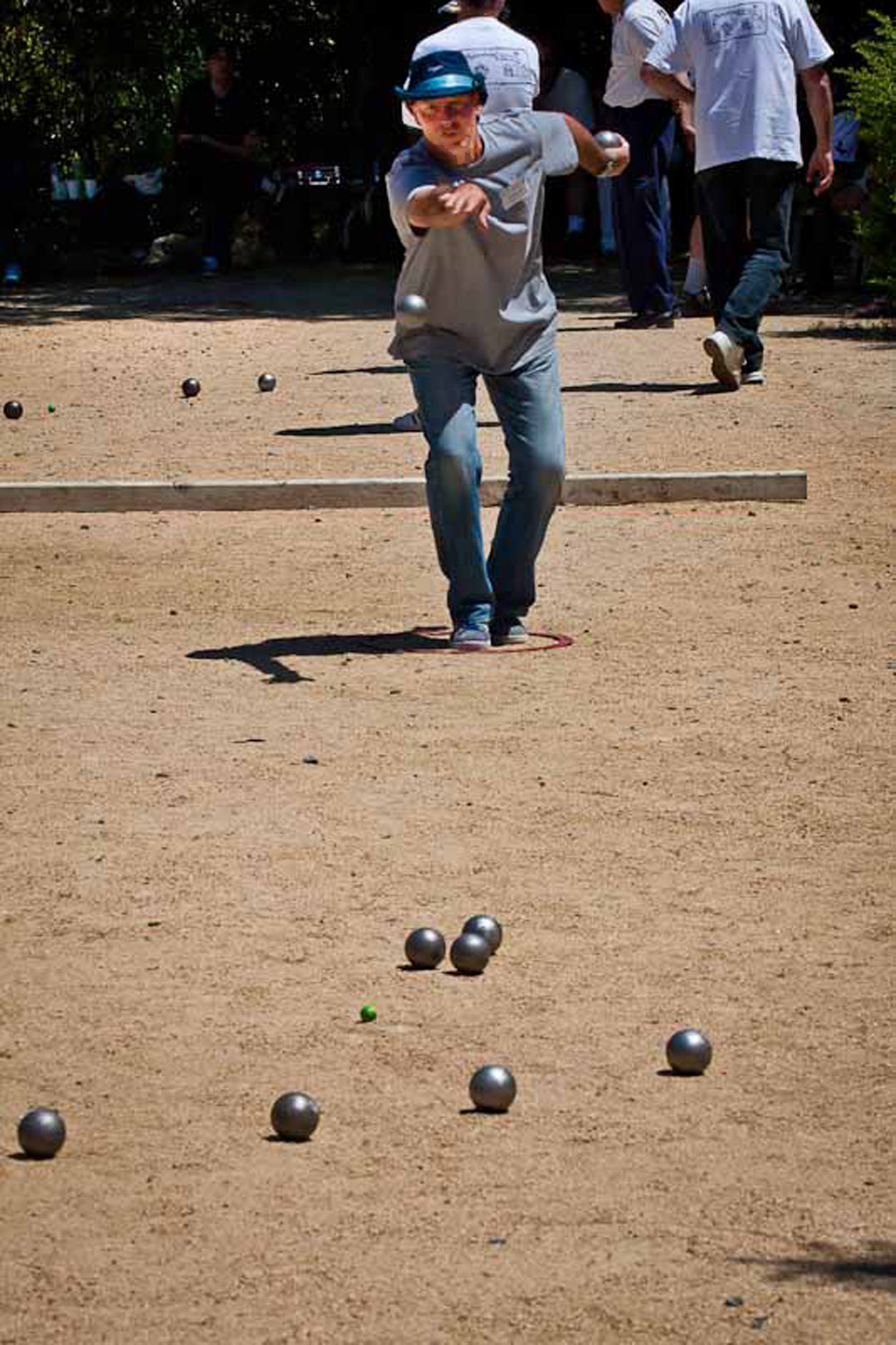
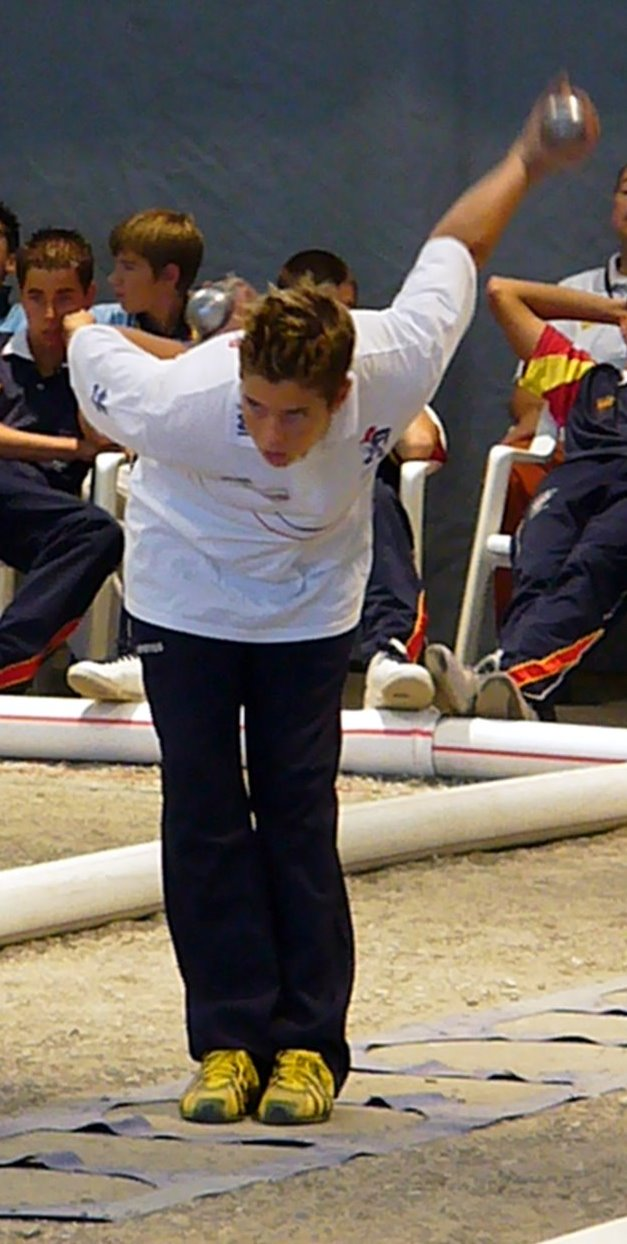
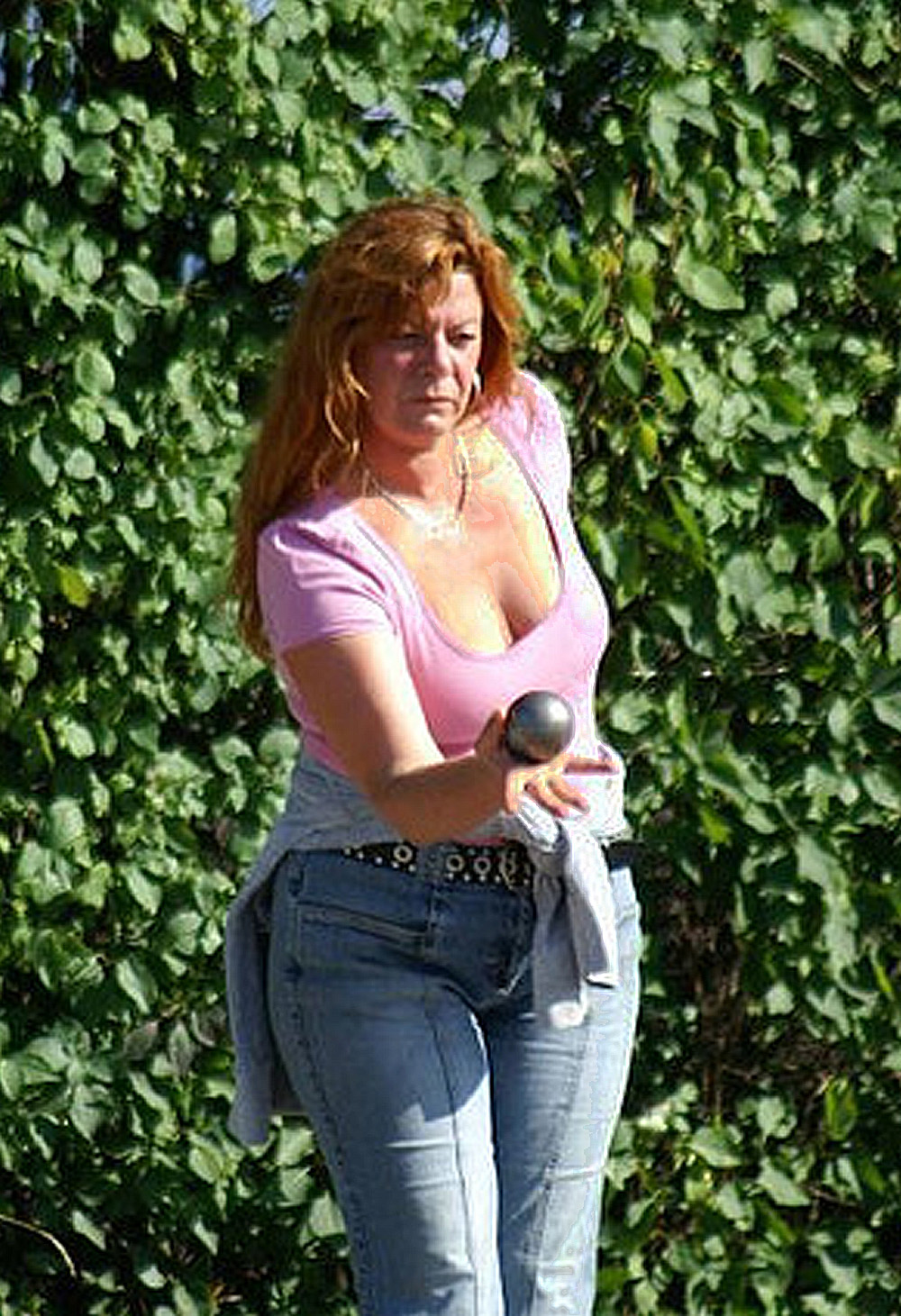
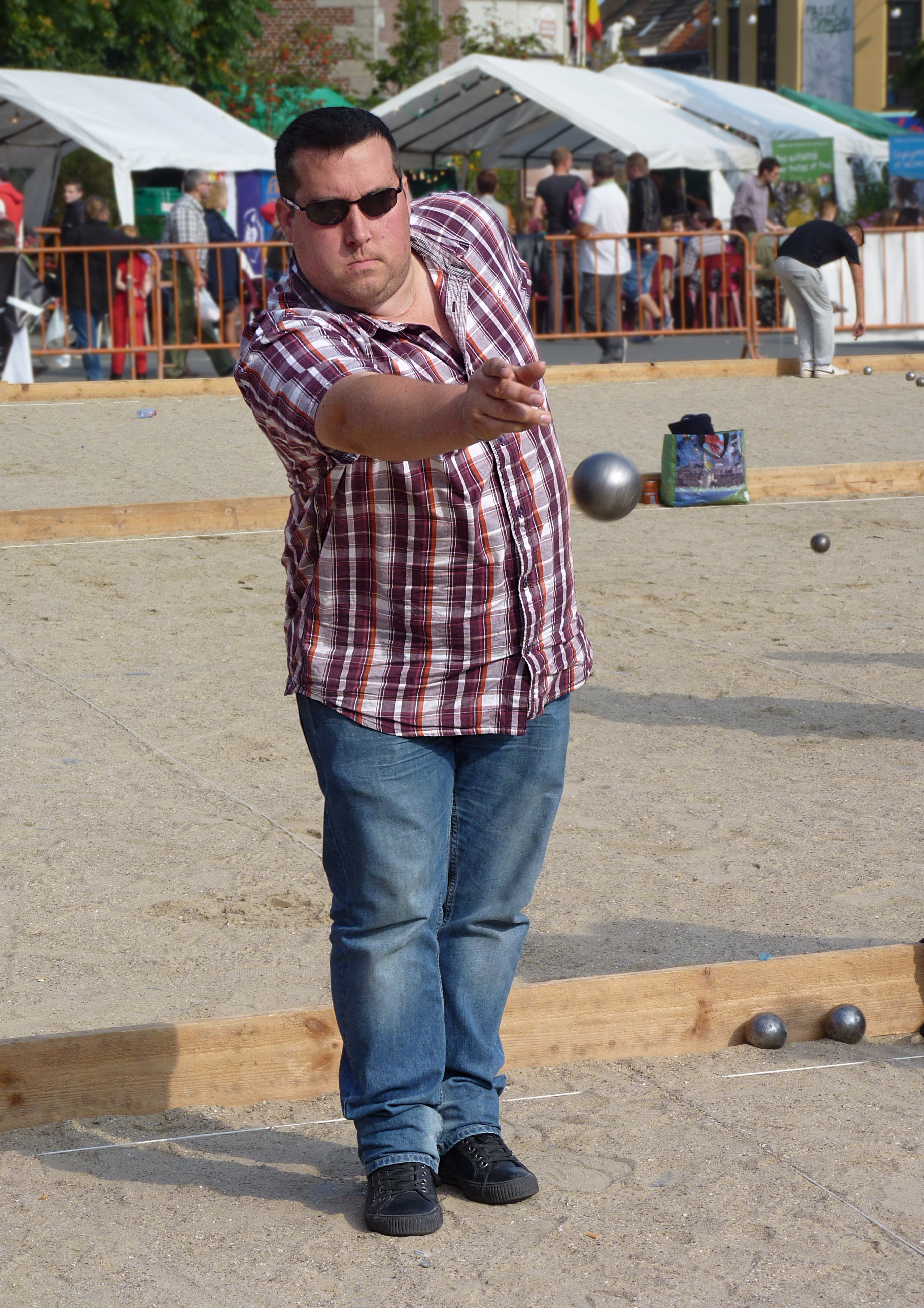

- Faire une sautée (se dit aussi trier) : frapper une boule qui se trouve quelques centimètres derrière une autre (sans toucher cette dernière) ; ce tir demande bien sûr une précision absolue en distance.
- Faire un choisi (se dit aussi trier) : frapper une boule qui se trouve à côté d'une autre boule, sans déloger cette dernière.
- Tirer sur l’oreille : frapper une boule sur le côté, de façon à la faire partir de travers.
- Faire un sifflet ou faire un ciseau : chasser deux boules adverses en un seul tir. Ce coup requiert de heurter la première boule selon l'angle adéquat afin de chasser la deuxième par ricochet.
- Tuer le chien ou faire une ferret : tirer une boule de sa propre équipe, de façon non intentionnelle.
- Avoir un contre : tirer la bonne boule, mais de telle façon que celle-ci ou la boule jouée aille percuter – et démarquer – une boule de sa propre équipe. On parle de position de contre lorsqu’un contre a une probabilité non négligeable d’arriver en cas de tir. On parle de contre sec lorsque la boule adverse heurte la boule de sa propre équipe en plein et donc prend sa place : ce cas-là est évidemment très mauvais pour l'équipe du tireur.
- Tirer le but (avec toutes les déclinaisons de but) : parfois, si une équipe est mal embarquée dans une mène elle peut essayer de tirer le but pour annuler celle-ci. On dit alors qu'elle tire le but.
- Pet de vieille : il s'agit d'un tir qui n'est pas au fer, et qui se contente d'effleurer la boule visée sans la faire bouger suffisamment selon les puristes (on qualifie de pet parfait un pet de vieille qui ne permet pas de reprendre le point).
- Se découvrir : tirer trop de boules, de sorte à s’exposer à « prendre une grosse mène » si l'équipe adverse réussit ses tirs.
- Chiquer une boule : réaliser un tir qui effleure la boule cible, ne déplaçant celle-ci que légèrement.

### Expressions diverses

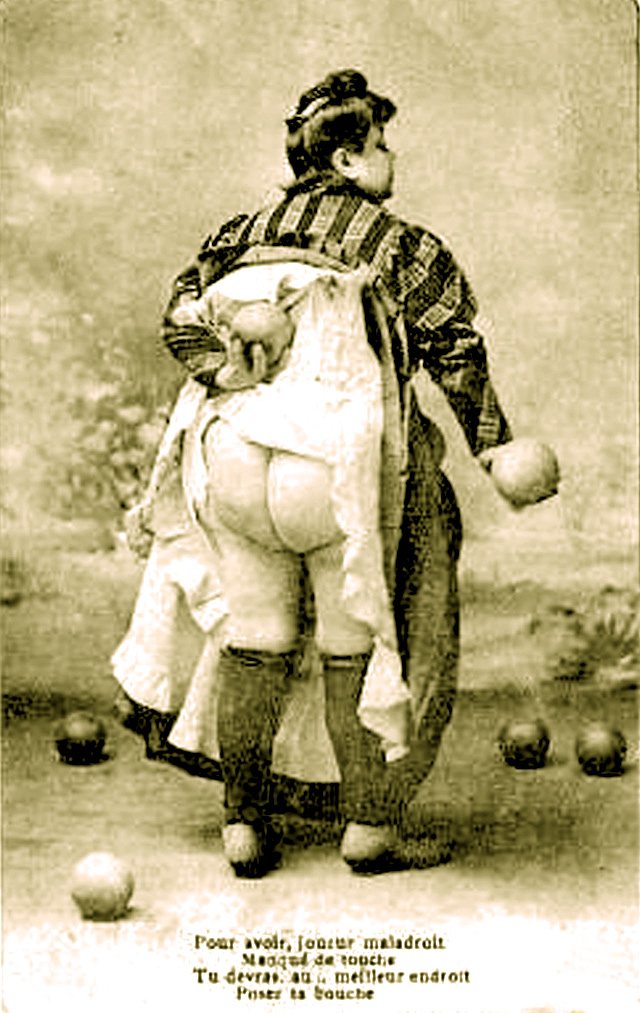
Fanny, édition de 1896.

- Embrasser Fanny, Faire fanny, être fanny, (se) prendre une fanny ou Fanny paie à boire : perdre une partie sur le score de 13 à 0. À l'origine, les perdants devaient alors embrasser les fesses d'une femme postiche nommée Fanny, représentée sous forme de tableau, de poterie ou de sculpture. Plus récemment, l'équipe perdante doit payer une tournée à l'équipe gagnante.
- Mettre une fanny : gagner une partie sur le score de 13 à 0.
- Une valise, valoche : se dit lorsqu'on prend 5 ou 6 points dans une mène.
- Un sac à main : se dit lorsqu'on prend 4 points dans une mène.
- Un portefeuille : se dit lorsqu'on prend 3 points dans une mène.
- Faire la musique ou faire la chanson : essayer de déstabiliser l’adversaire en discutant entre les points, soit avec lui, soit avec ses propres partenaires.
- Une valise, valoche de un : Se dit lorsqu'une équipe aurait pu faire une valise, valoche et n'a finalement mis qu'un point. Expression de soulagement d'une équipe plutôt mal partie.
- Faire la Micheline : Se dit d'une personne ou d'une équipe qui se présente à un concours ou à une partie entre amis sans sa paire de boules.